# Lista de canções gravadas por Madonna

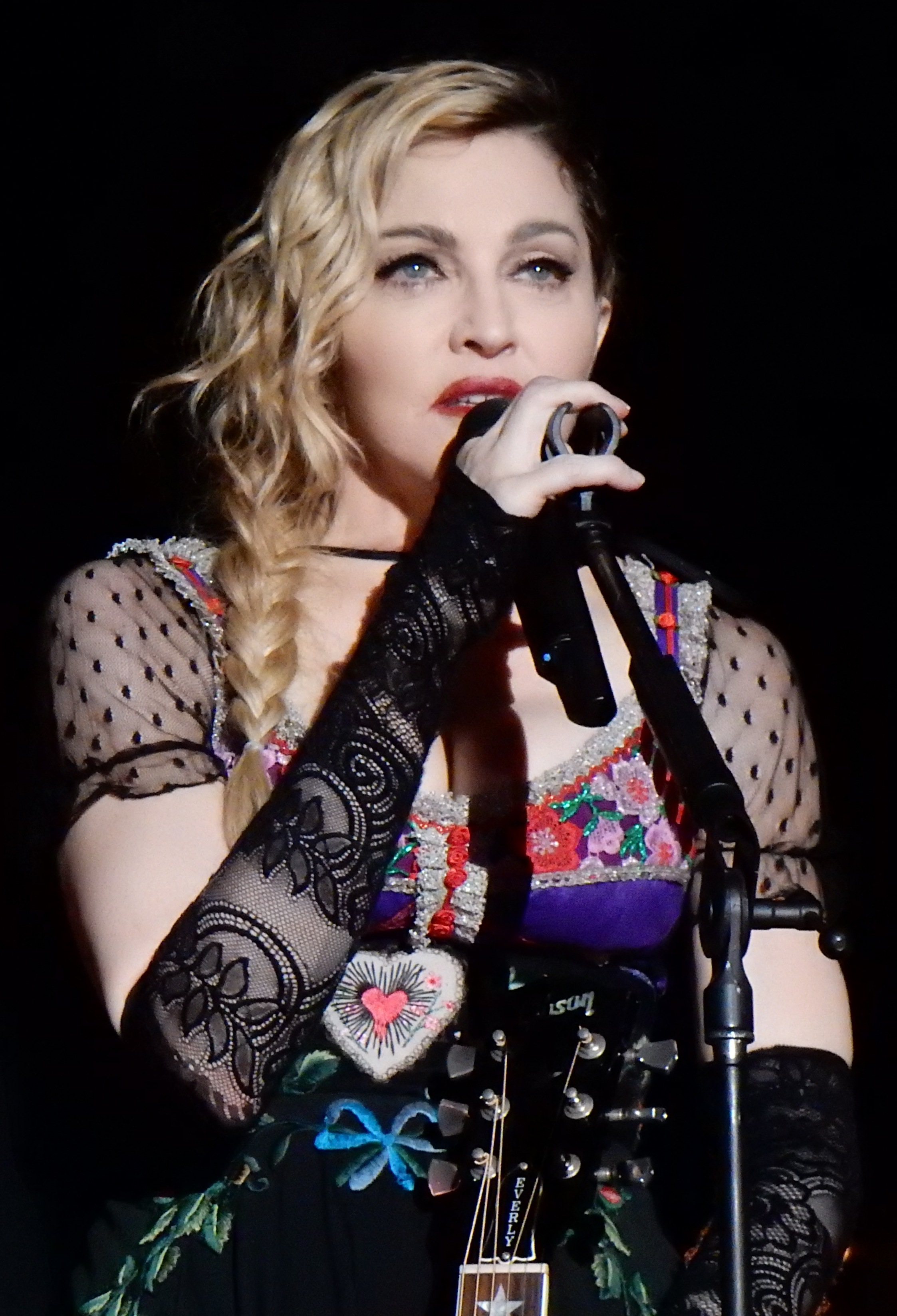
MMadonna se apresentando em Estocolmo, durante sua Rebel Heart Tour em novembro de 2015.

A seguir se apresentam a lista das canções gravadas por Madonna, uma cantora americana que gravou canções para treze álbuns de estúdio, três álbuns de compilações, três álbuns de trilha sonora, cinco álbuns ao vivo e dois álbuns de remixes. Ela forneceu vocais de fundo para músicas gravadas por outros artistas, bem como destaque em duetos.
Depois de ser associado com bandas musicais como Breakfast Club e Emmy, Madonna assinou contrato com a Sire Records (uma gravadora auxiliar da Warner Bros. Records) em 1982 e lançou seu álbum de estreia auto-intitulado no ano seguinte. Ela é a única compositora da maioria das músicas do álbum. Madonna lança na sequência Like a Virgin (1984) e True Blue (1986). A partir de então, ela lança uma série de álbuns de sucesso, incluindo os vencedores do Grammy Ray of Light (1998) e Confessions on a Dance Floor (2005). Madonna colaborou com vários compositores ao longo de sua carreira, com muitas das músicas alcançando o primeiro lugar nas paradas musicais em todo o mundo, incluindo "Like a Virgin", "La isla bonita", "Like a Prayer", "Vogue", "Take a Bow", "Frozen", "Music", "Hung Up" e "4 Minutes".
Madonna também gravou canções para trilhas sonoras de filmes, começando em 1985 com os lançamentos de "Crazy for You" e "Gambler", os quais ela cantou numa participação especial no filme Vision Quest (1985). Ela seguiu com canções para seus principais papéis no cinema, como Desperately Seeking Susan (1985), bem como Who's That Girl (1987). Para o filme de 1990, Dick Tracy, Madonna colaborou com o compositor Stephen Sondheim para gravar músicas solo e duetos com os atores Warren Beatty e Mandy Patinkin. Madonna gravou versões cover de músicas compostas por Andrew Lloyd Webber e Tim Rice para o filme musical de 1996, Evita, junto com os atores Antonio Banderas e Jonathan Pryce. Sua música mais recente gravada para um filme foi "Masterpiece", para seu empreendimento diretorial W.E.
Outros trabalhos musicais de Madonna incluem poemas que ela gravou para álbuns, como "Bittersweet" do poeta persa Rumi, lidos para o álbum do espiritualista contemporâneo Deepak Chopra, A Gift of Love: Music inspired by the Love Poems of Rumi (1998). Ela também gravou "If You Forget Me", de Pablo Neruda, para a trilha sonora do filme de 1994, Il postino. A lista de músicas gravadas por Madonna engloba o fornecimento de vocais de fundo para outros artistas como Patrick Hernandez, John Benitez, Nick Kamen, Nick Scotti e Donna De Lory. Ela colaborou com cantores e músicos como Ricky Martin, Britney Spears, Annie Lennox, Nicki Minaj, M.I.A., Justin Timberlake e Timbaland.

## Canções

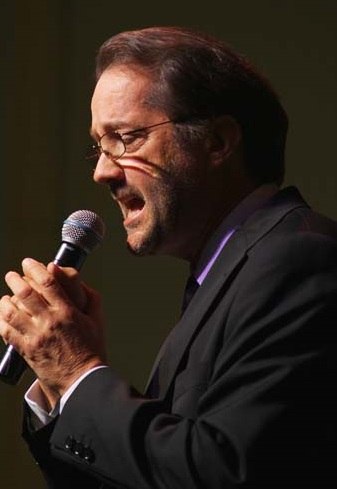
Tom Kelly escreveu "Like a Virgin" com Billy Steinberg.

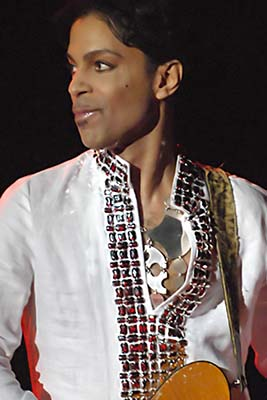
Prince aparece em "Love Song", canção do álbum Like a Prayer.

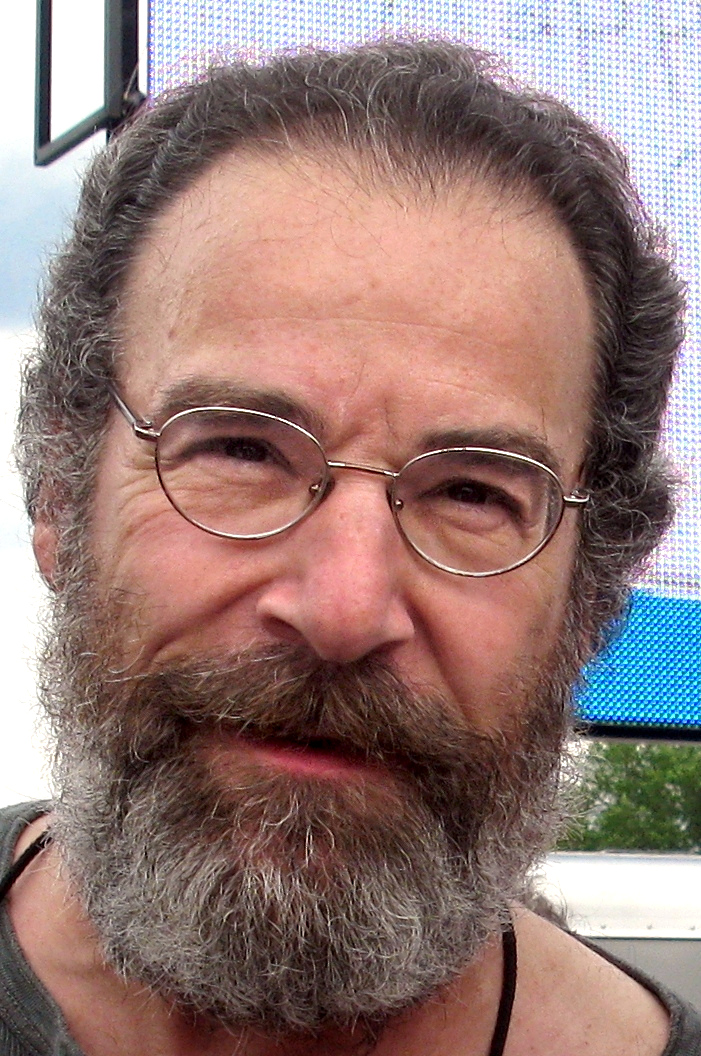
O ator Mandy Patinkin gravou canções com Madonna para uma trilha sonora, I'm Breathless.

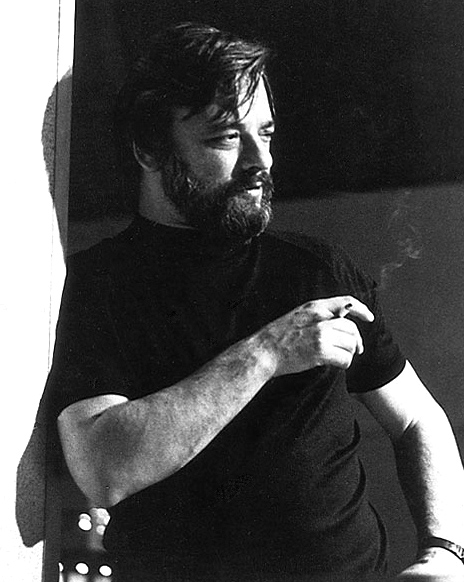
Stephen Sondheim escreveu duas canções para I'm Breathless: "Sooner or Later" e "What Can You Loose".

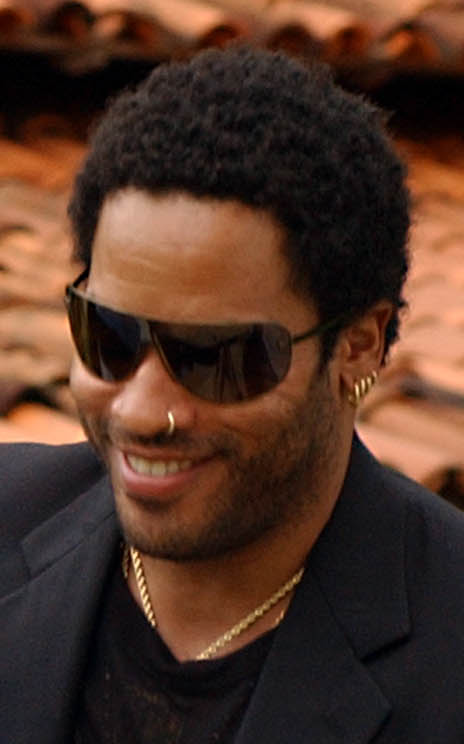
Lenny Kravitz foi um dos co-escritores de "Justify My Love". Ele foi processado por Ingrid Chavez porque seu trabalho na música não foi creditado. O assunto foi resolvido fora dos tribunais, com Chavez ganhando um crédito de co-escritora.

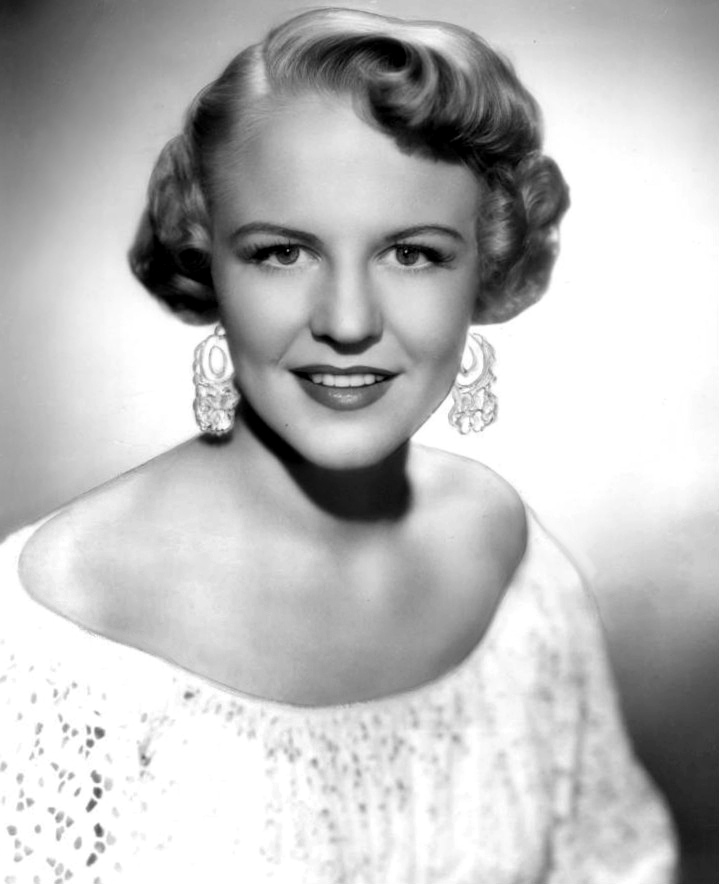
"Fever" apresenta letras sem créditos da cantora Peggy Lee.

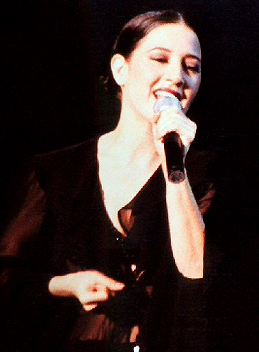
Madonna gravou vocais de fundo para o single de estreia de Donna De Lory, "Just a Dream".

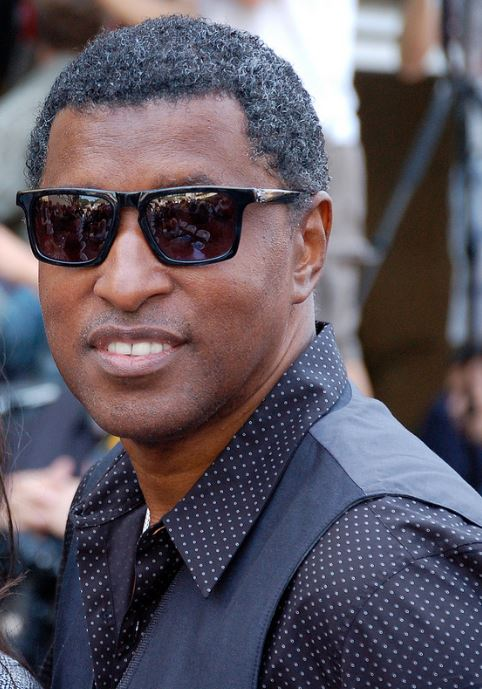
Babyface co-escreveu "Forbidden Love", "Inside of Me" e "Take a Bow" para Bedtime Stories.

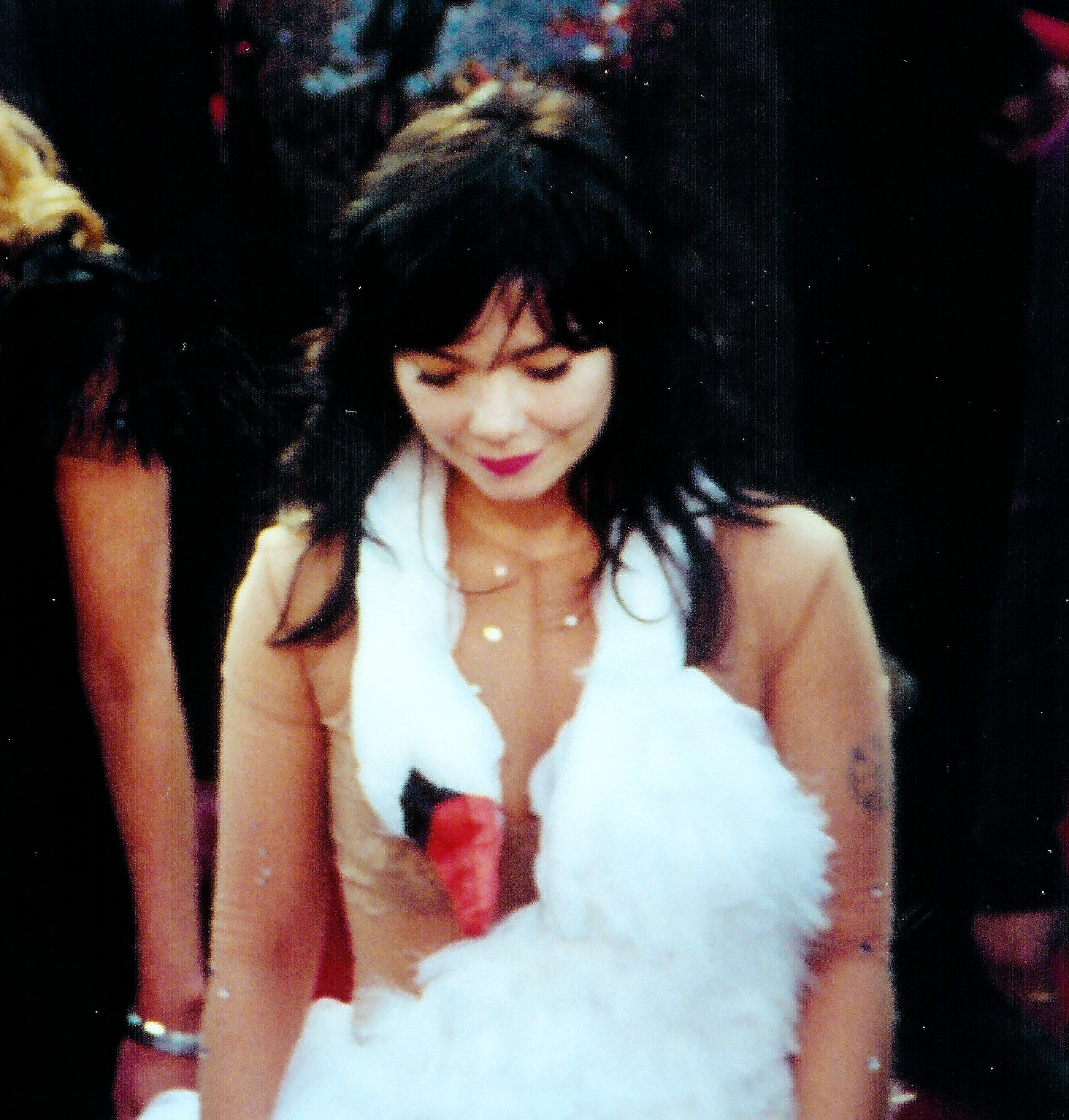
Björk co-escreveu a faixa "Bedtime Story" do álbum Bedtime Stories.

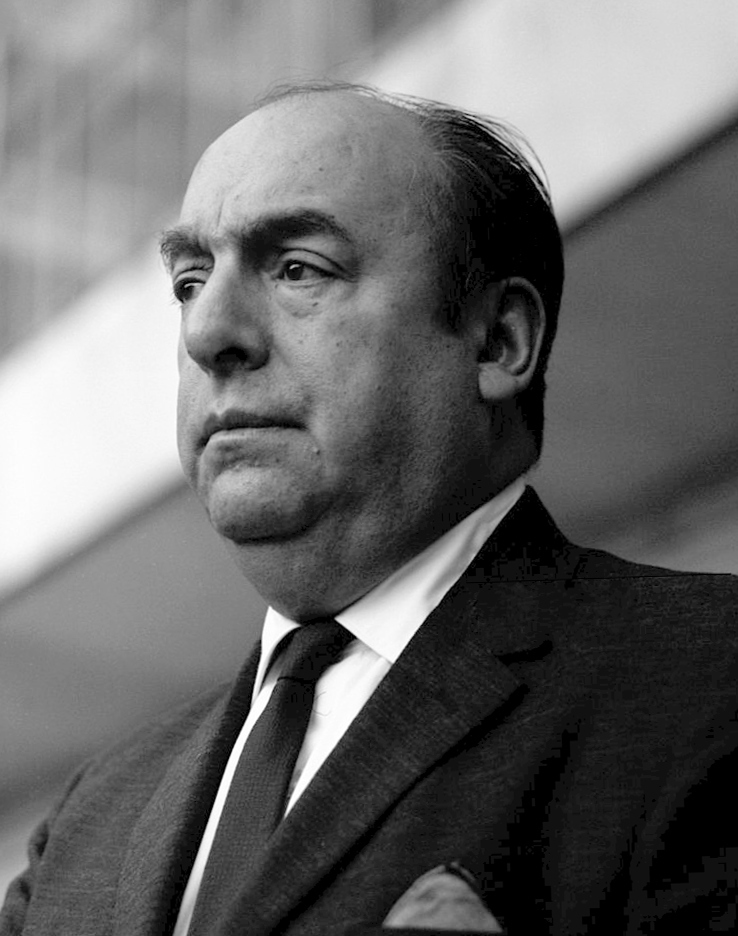
Madonna leu o poema "If You Forget Me" por Pablo Neruda para a música da trilha sonora do filme de 1994, Il postino.

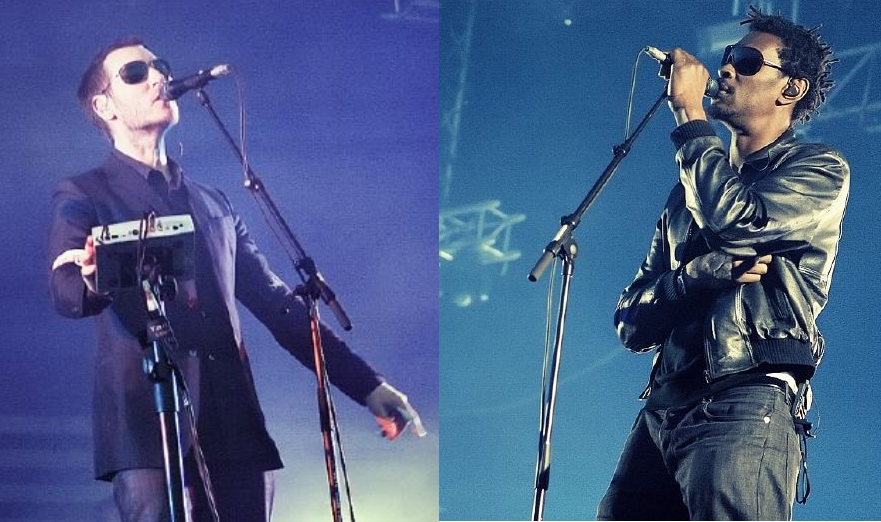
Madonna gravou uma versão cover de "I Want You", de Marvin Gaye, com o grupo inglês de trip-hop Massive Attack

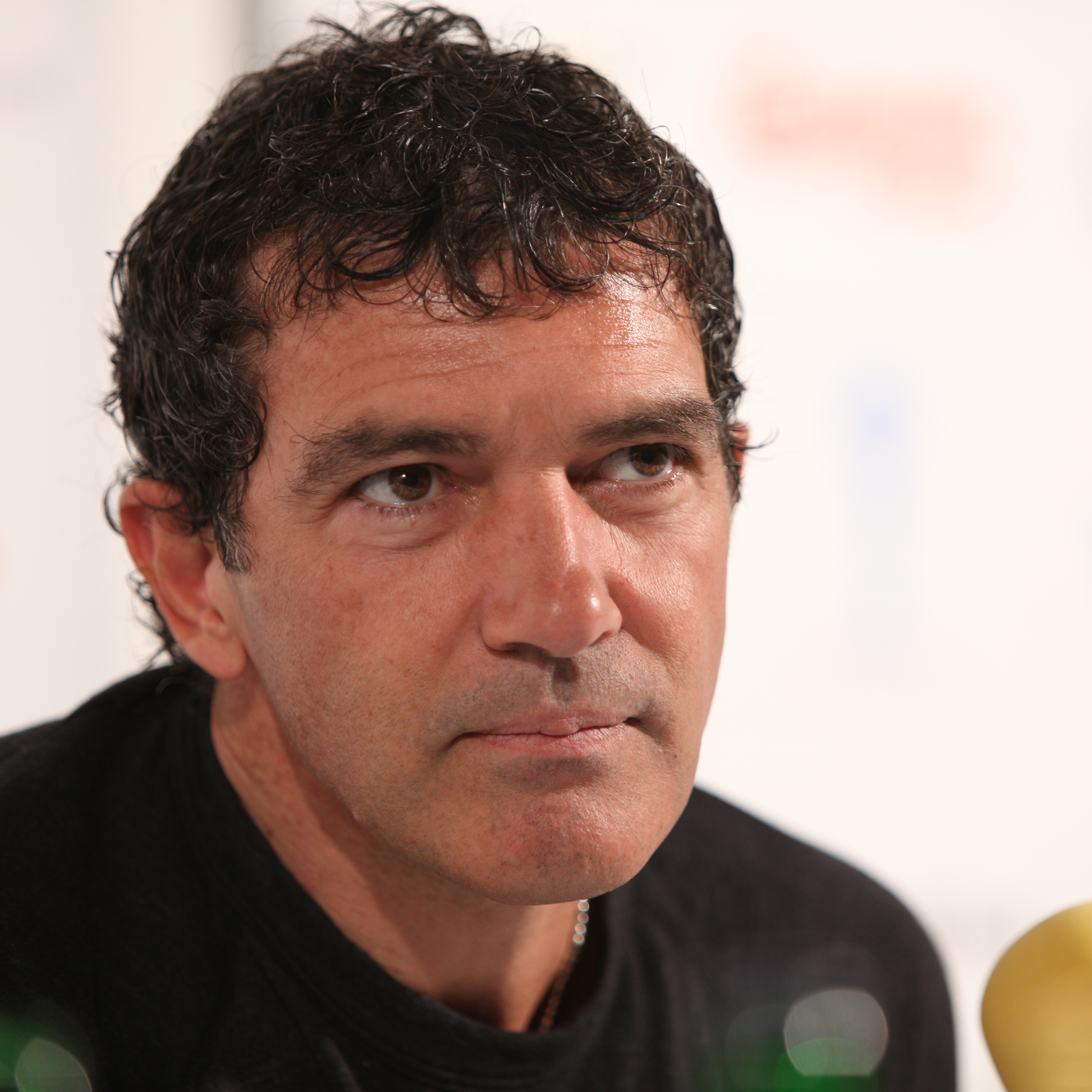
O ator Antonio Banderas canções gravadas com Madonna para o álbum da trilha sonora de Evita.

Actor Jonathan Pryce tem canções gravadas com Madonna para o álbum da trilha sonora de Evita.

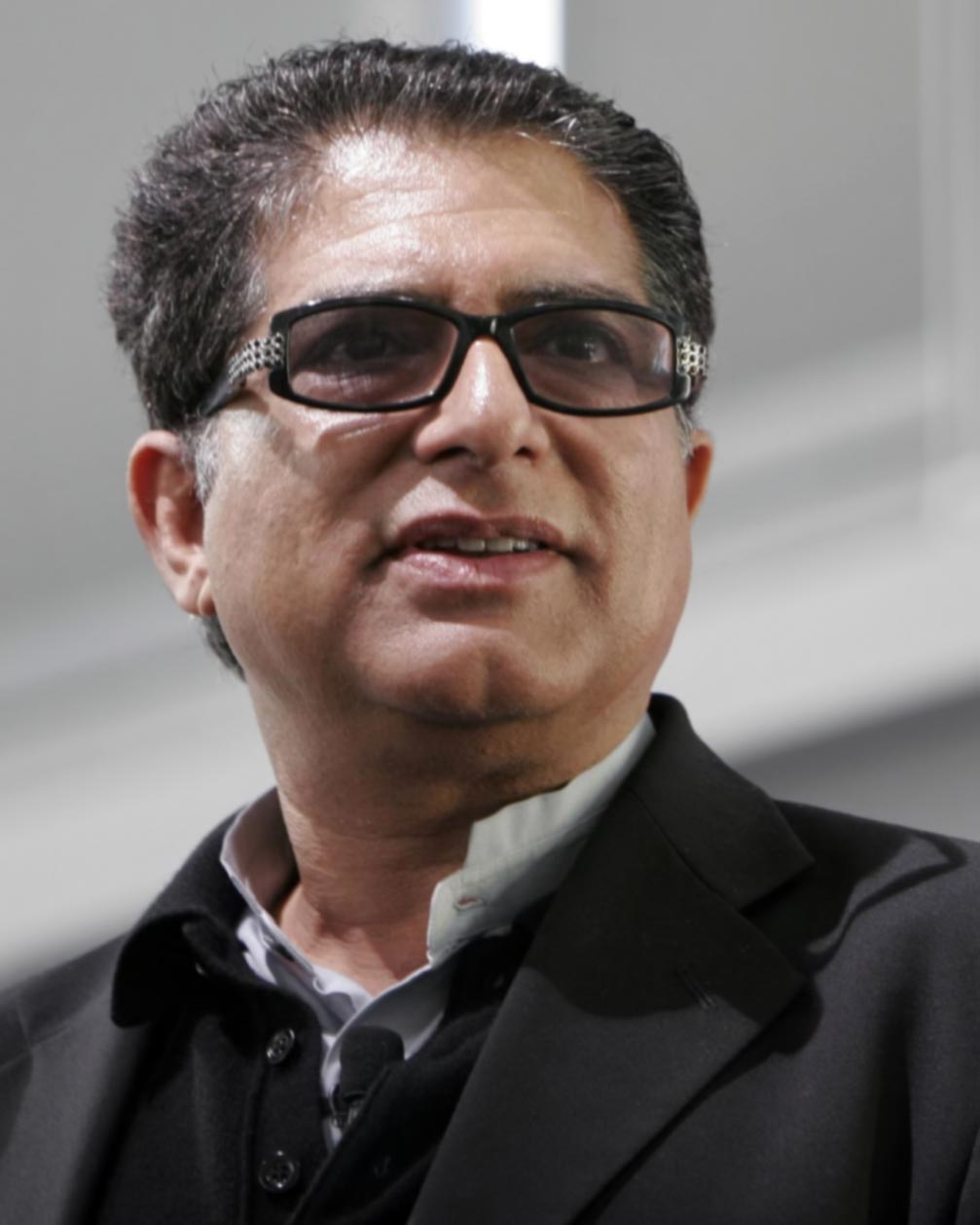
Madonna leu o poema "Bittersweet" de Rumi para o álbum do espiritualista Deepak Chopra (foto), A Gift of Love: Music inspired by the Love Poems of Rumi.

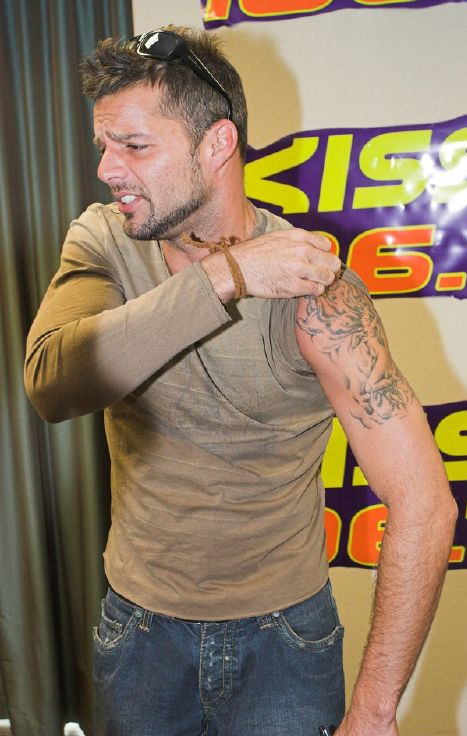
Madonna gravou um dueto com Ricky Martin para a canção "Be Careful (Cuidado con mi corazón), para o quinto álbum de estúdio do cantor, Ricky Martin.

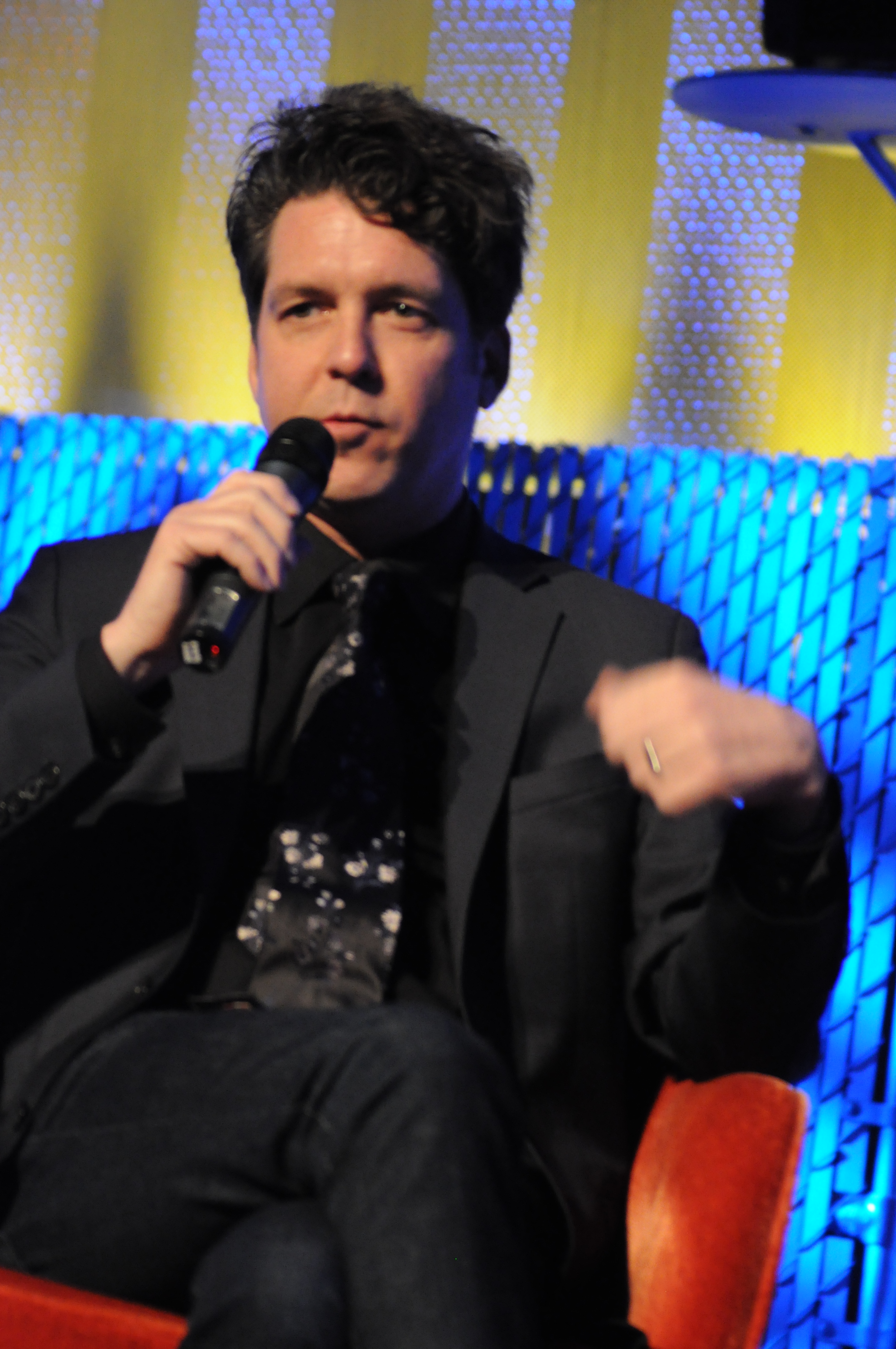
Madonna co-escreveu quatro canções com seu cunhado, Joe Henry, incluíndo "Don't Tell Me" para o álbum Music.

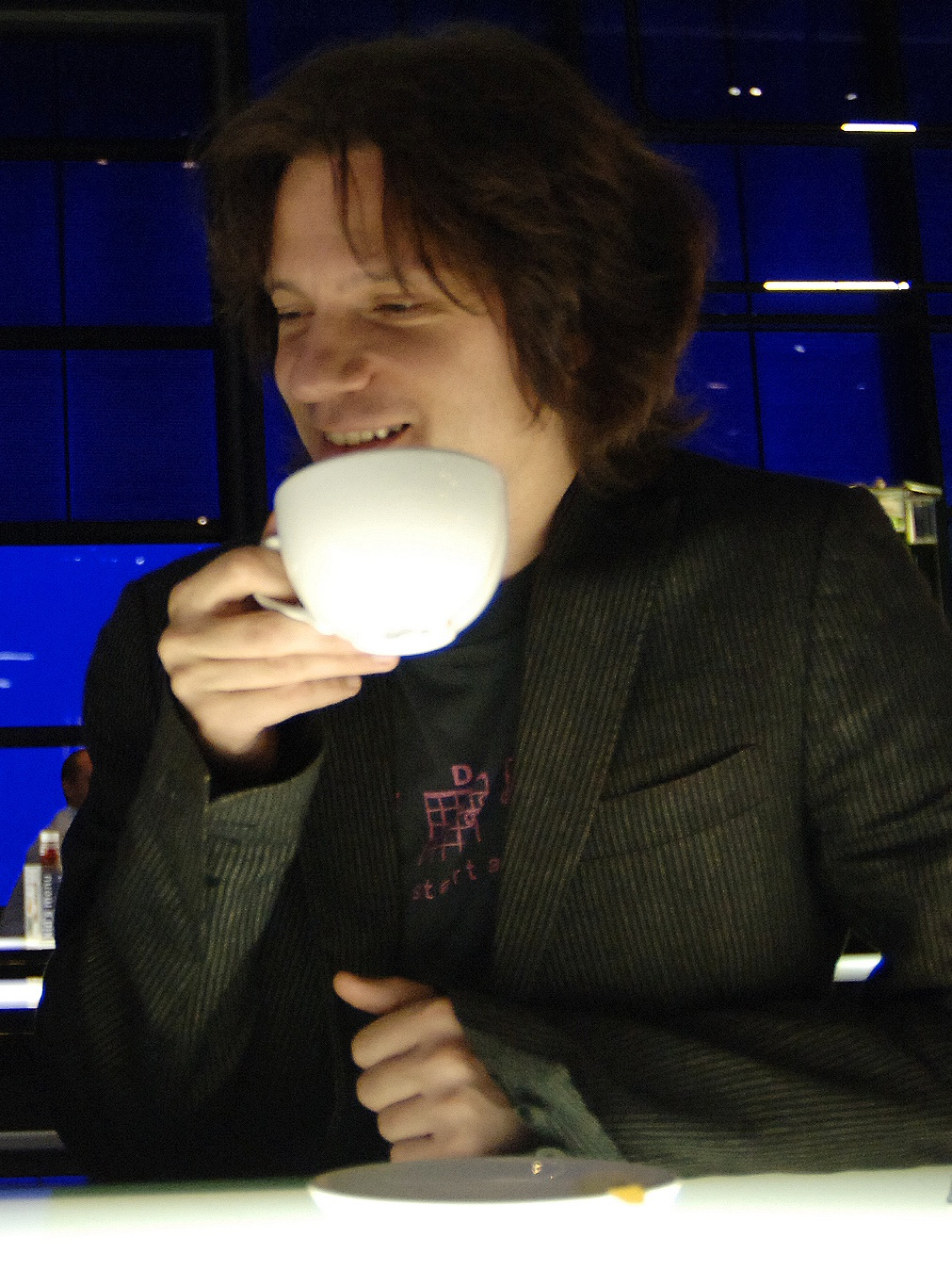
Guy Sigsworth co-escreveu "What It Feels Like for a Girl" para o álbum Music e "Nothing Fails" para o álbum American Life.

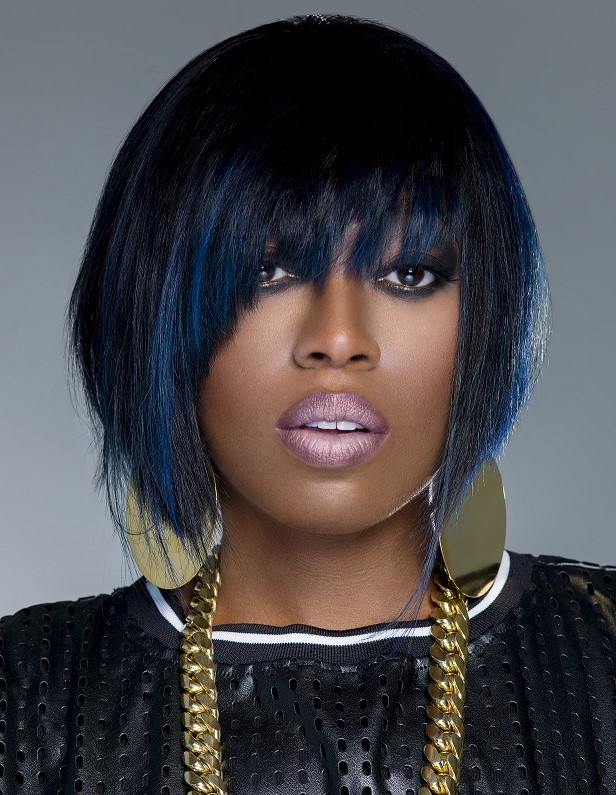
A rapper Missy Elliott aparece no remix "Into the Hollywood Groove", inclusa no álbum Remixed & Revisited.

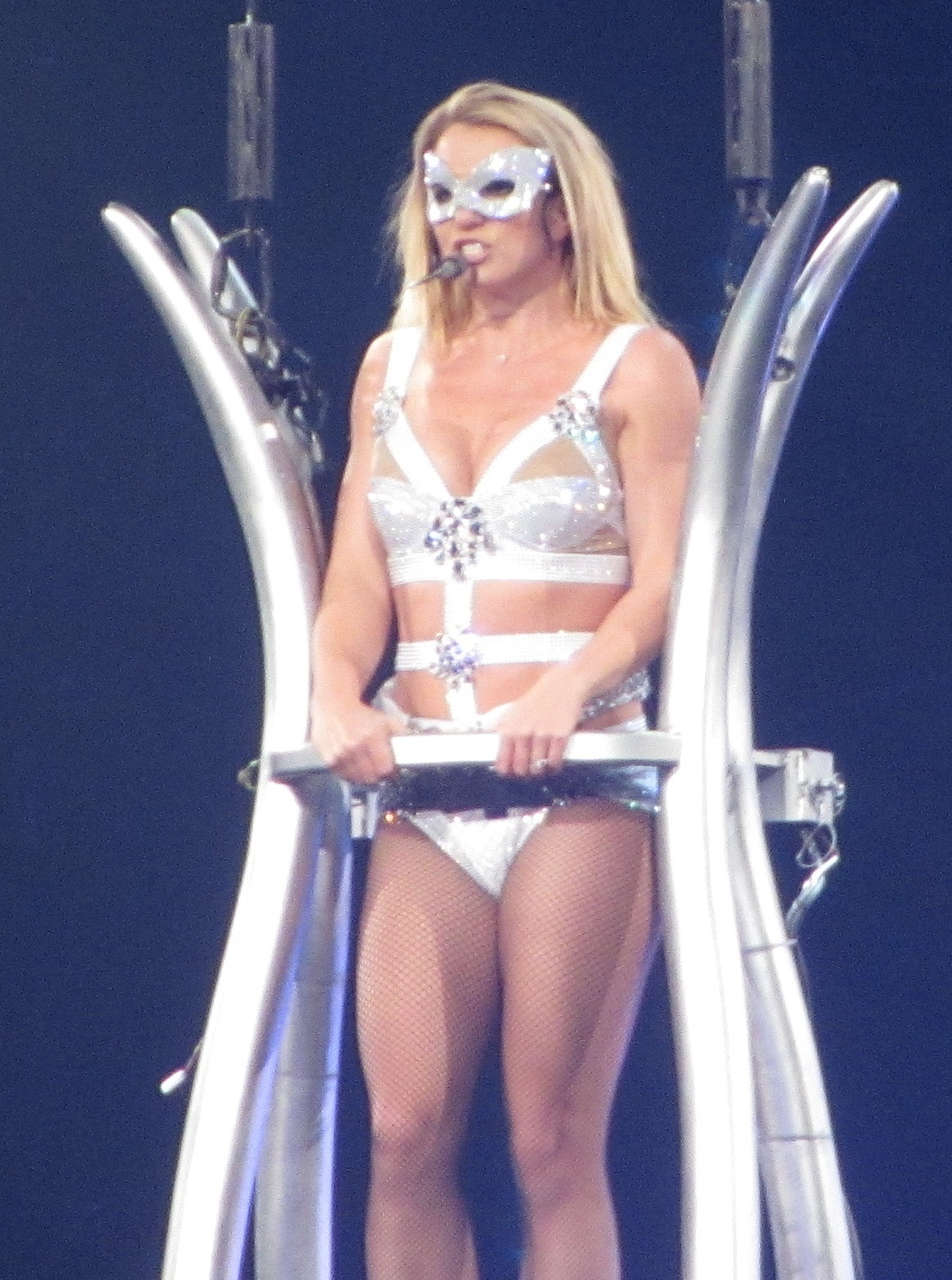
Madonna aparece como artista convidada na canção "Me Against the Music", de Britney Spears, inclusa no quarto álbum de Spears, In the Zone.

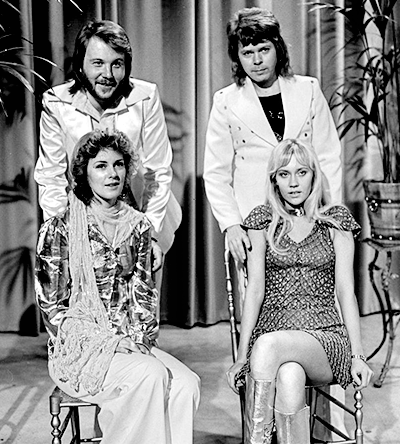
Uma amostra da canção "Gimme! Gimme! Gimme! (A Man After Midnight)" do grupo pop sueco ABBA foi usado por Madonna na canção "Hung Up", do álbum Confessions on a Dance Floor.

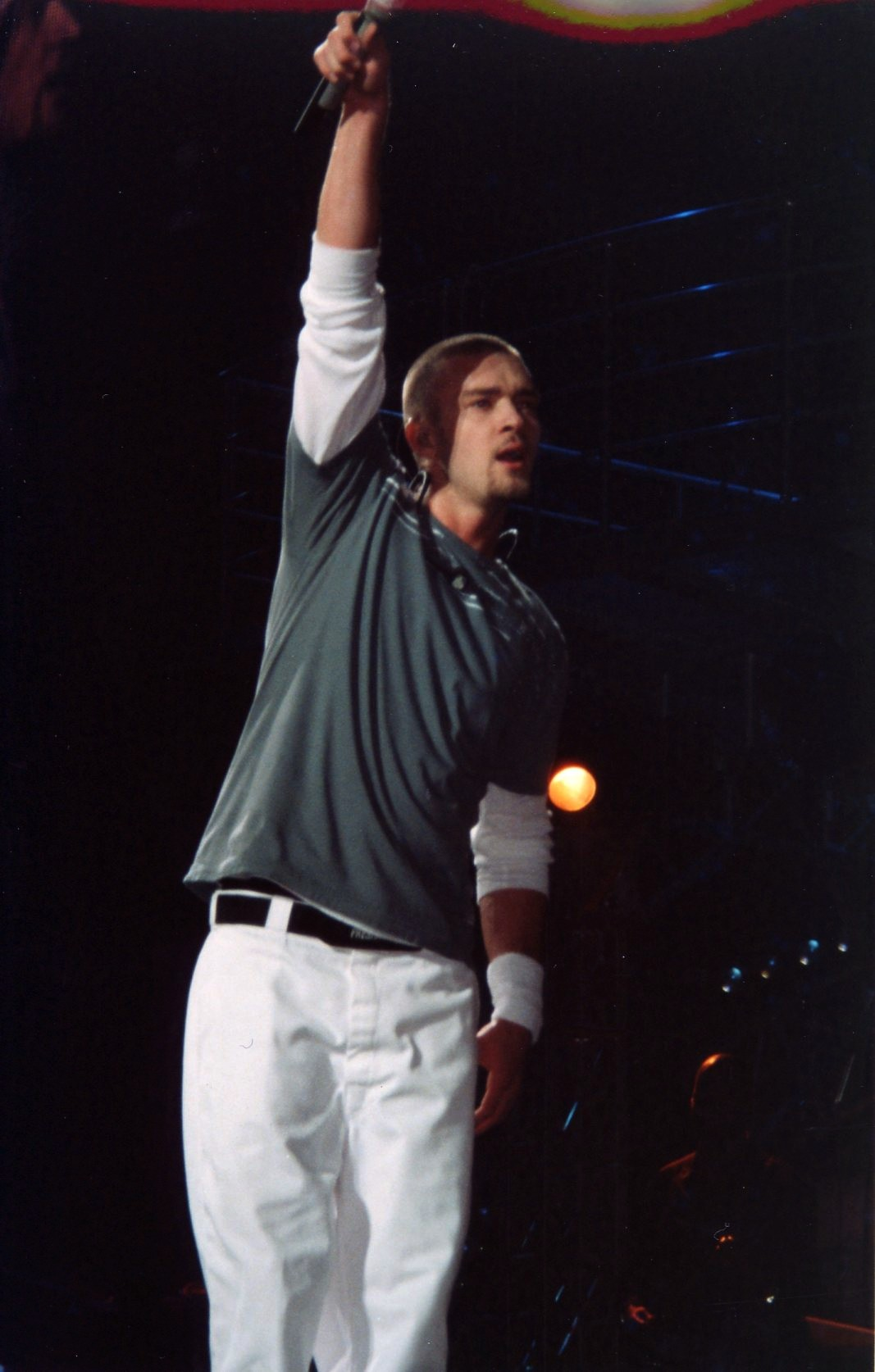
Justin Timberlake aparece como artista convidado nas canções "4 Minutes" e "Dance 2Night", ambas do álbum Hard Candy.

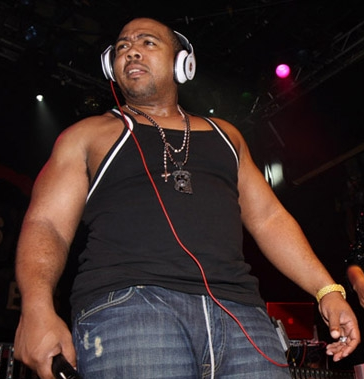
Timbaland também aparece como artista convidado em "4 Minutes" além de co-escrever muitas canções para o Hard Candy.

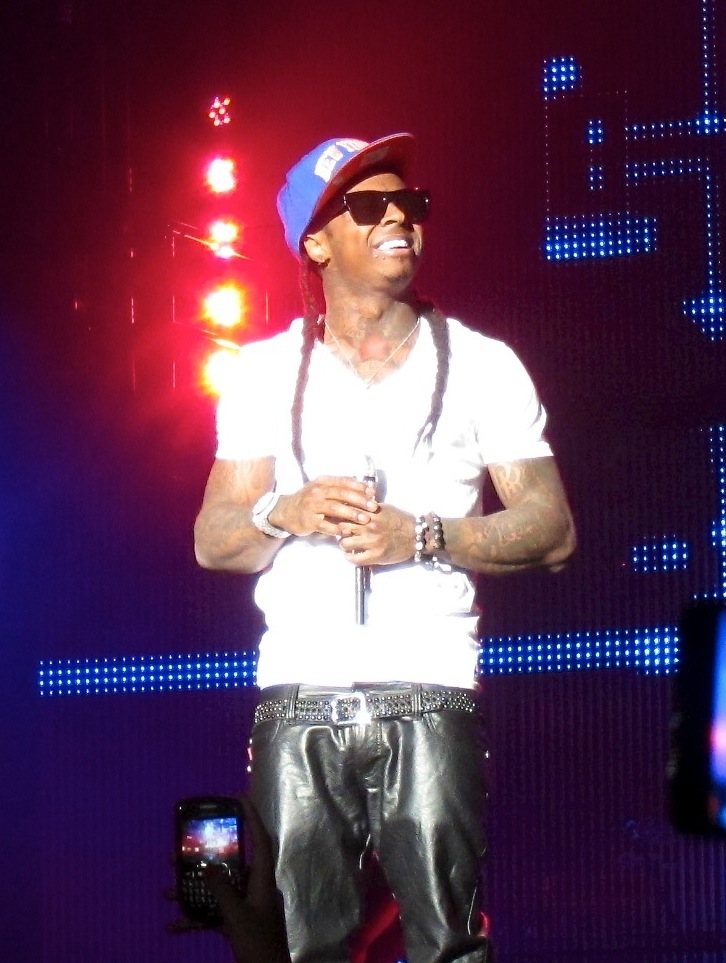
O rapper Lil Wayne colaborou com Madonna na canção "Revolver", da compilação Celebration.

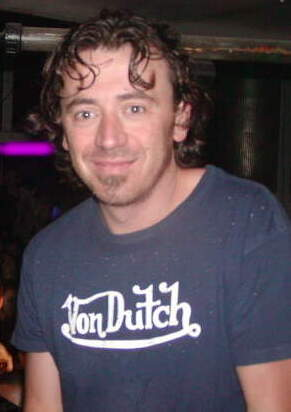
Italian producer Benny Benassi co-escreveu uma série de músicas em MDNA.

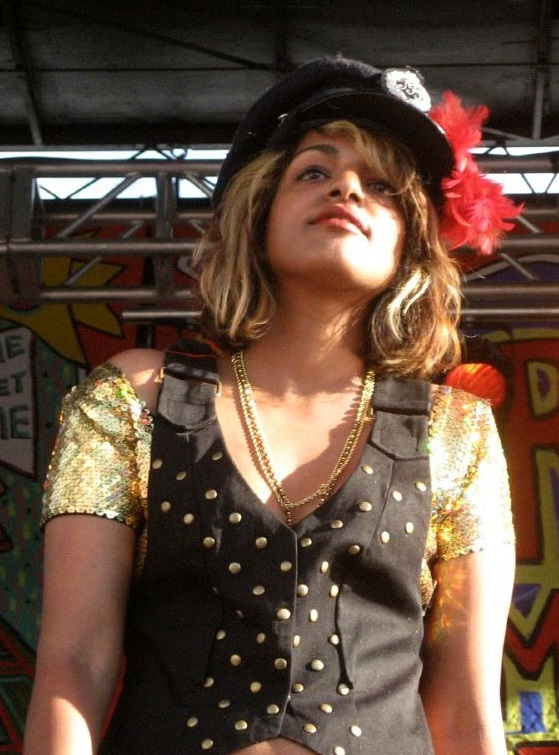
A rapper M.I.A. aparece como artista convidada nas faixas "B-Day Song" e "Give Me All Your Luvin'" do álbum MDNA.

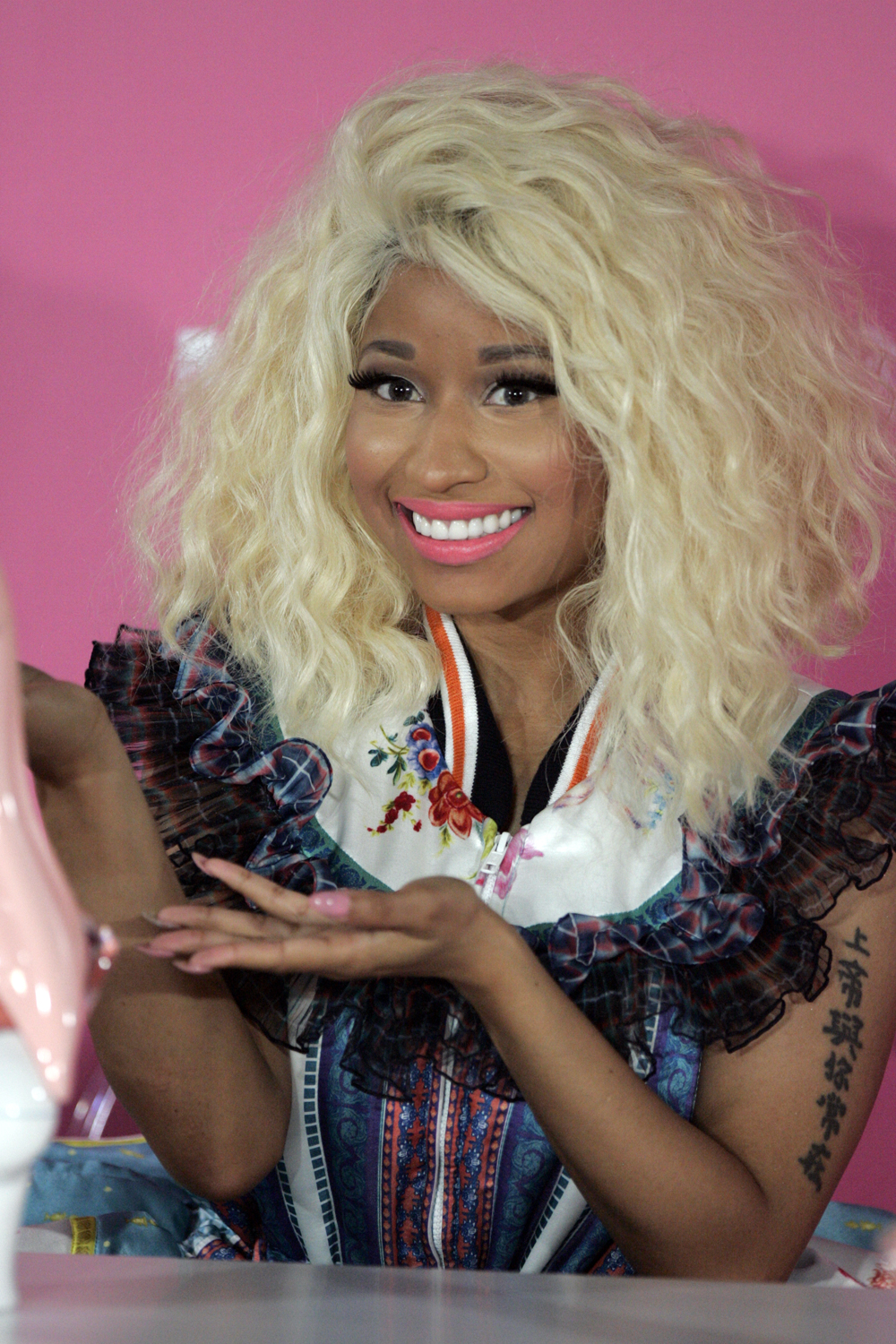
Nicki Minaj aparece nas faixas "Give Me All Your Luvin' e "I Don't Give A" do álbum MDNA e "Bitch I'm Madonna" do álbum Rebel Heart.

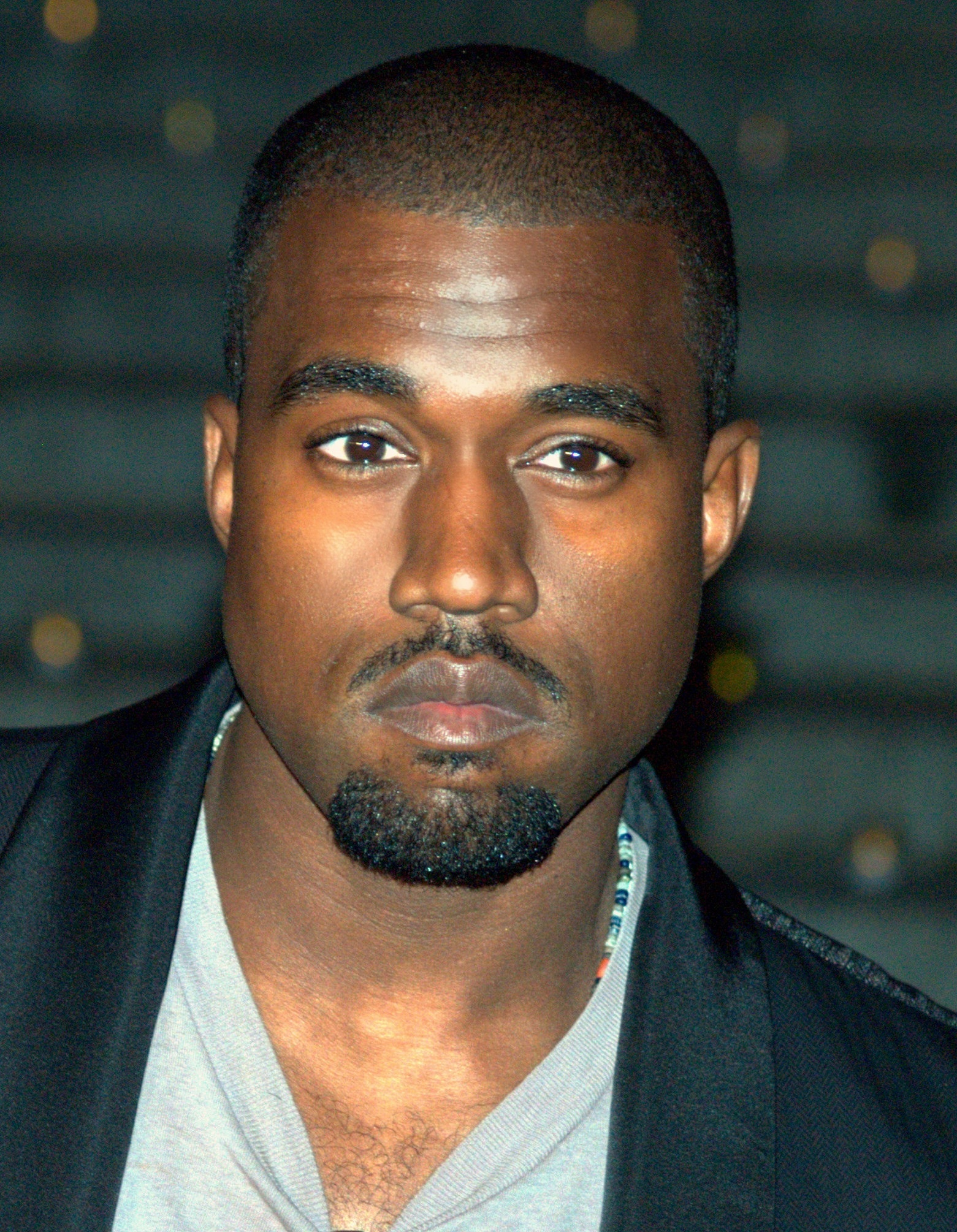
O cantor Kanye West colaborou com Madonna na canção "Beat Goes On" do álbum Hard Candy e escreveu "Illuminati" para o álbum Rebel Heart.

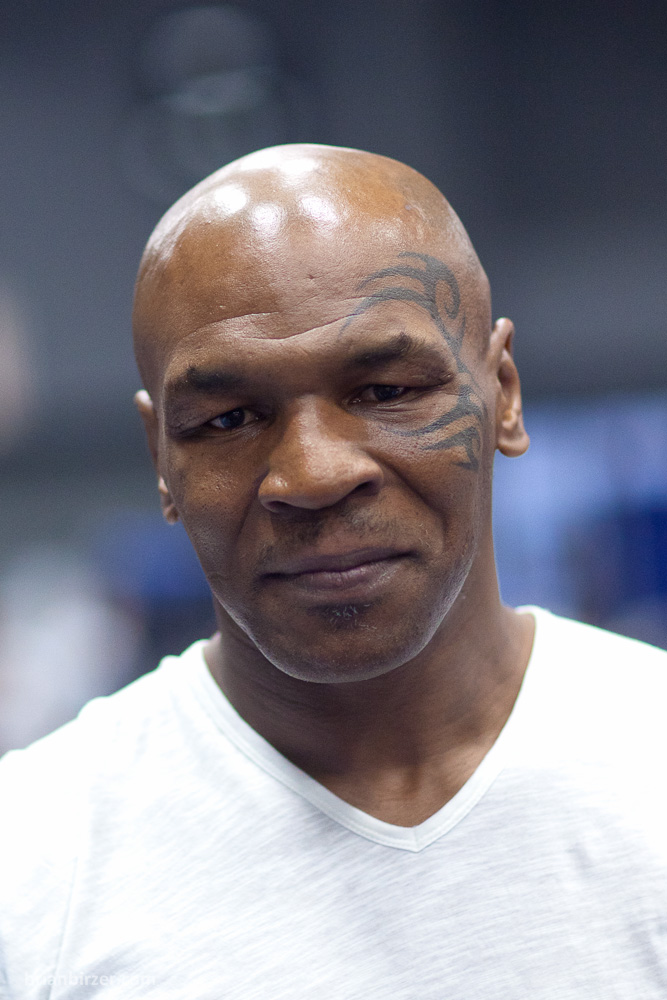
O boxeador Mike Tyson aparece como convidado em "Iconic", canção do álbum Rebel Heart.

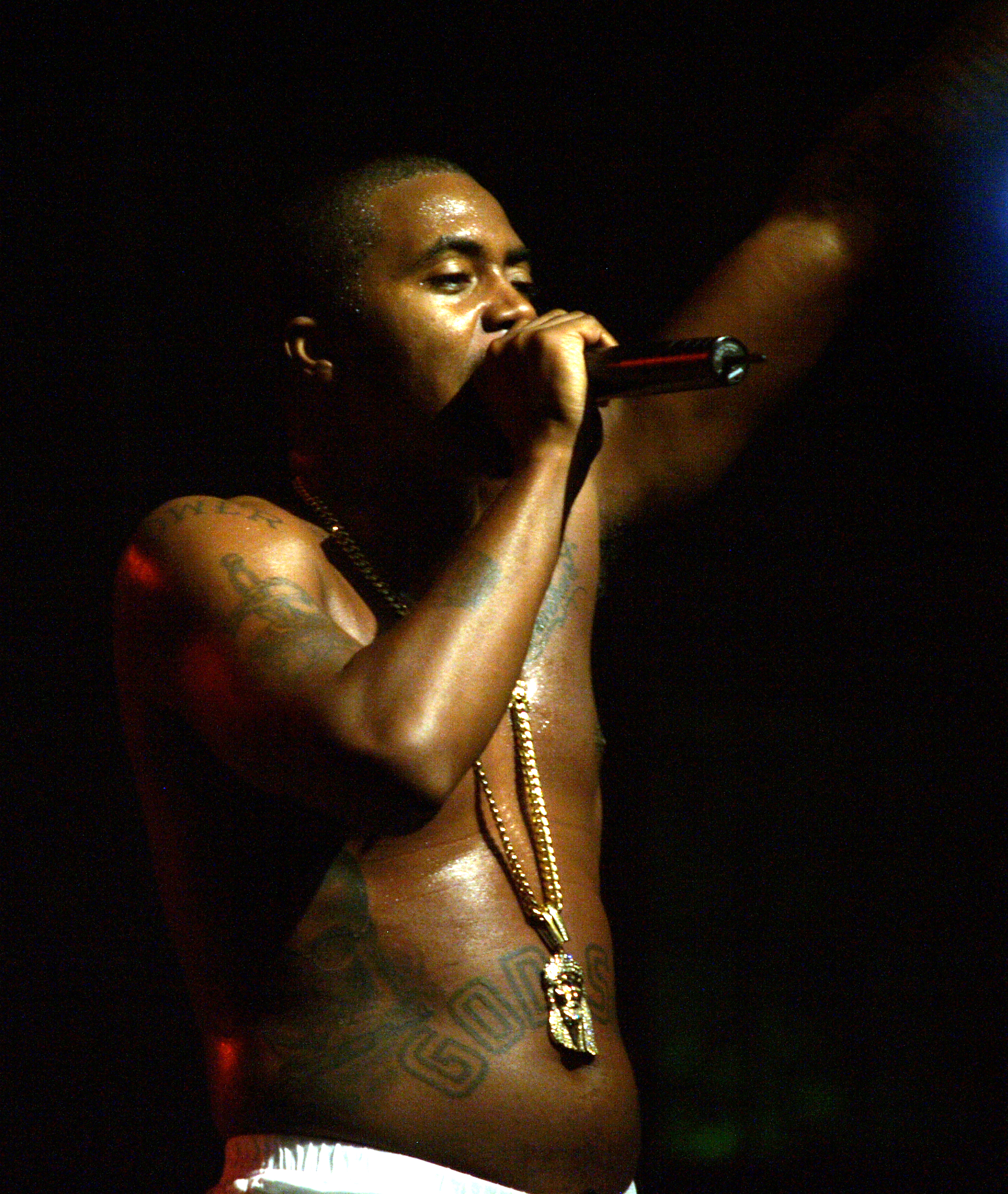
O rapper Nas aparece na canção "Veni Vidi Vici" do álbum Rebel Heart.

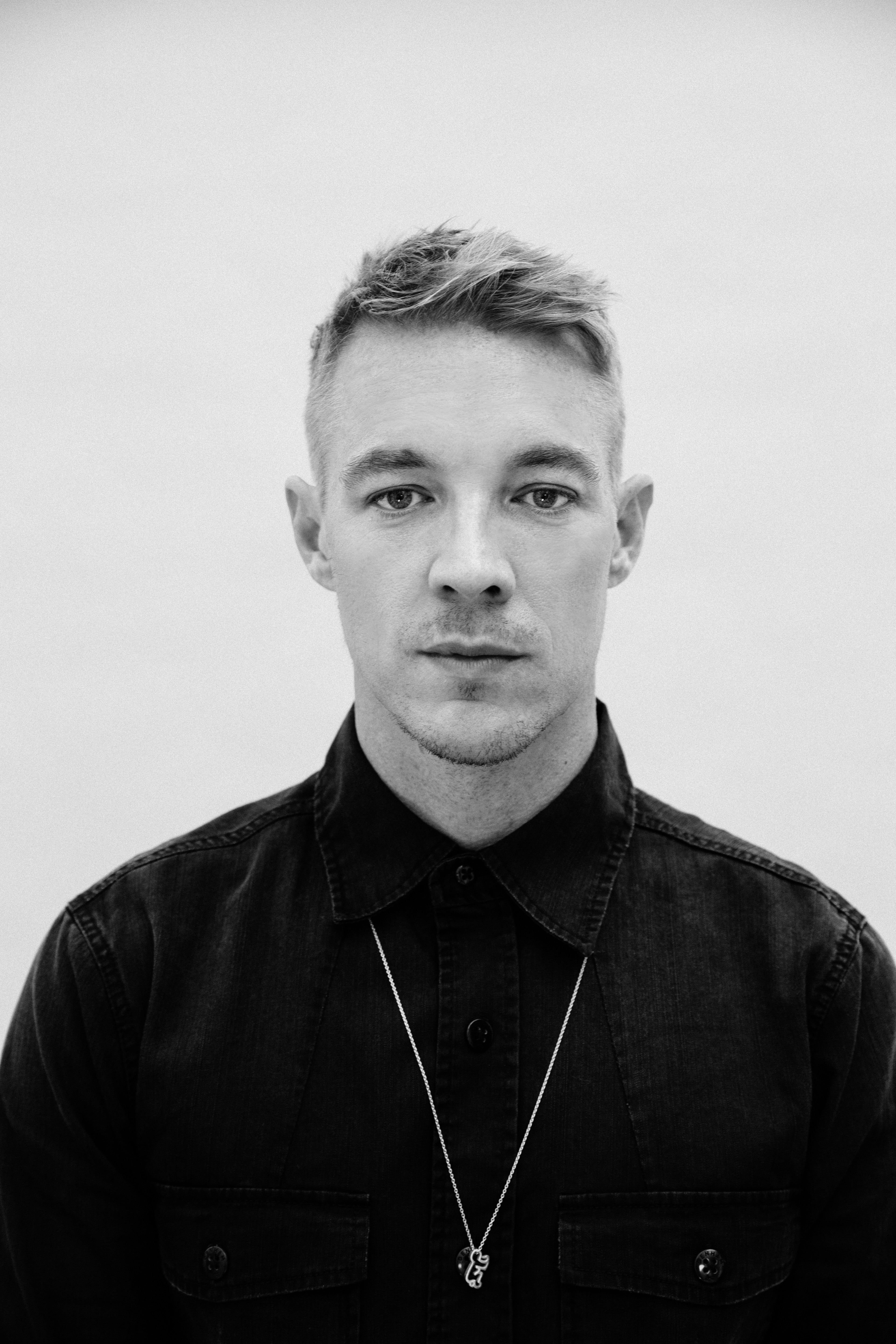
Diplo co-escreveu canções do álbum Rebel Heart com Madonna.

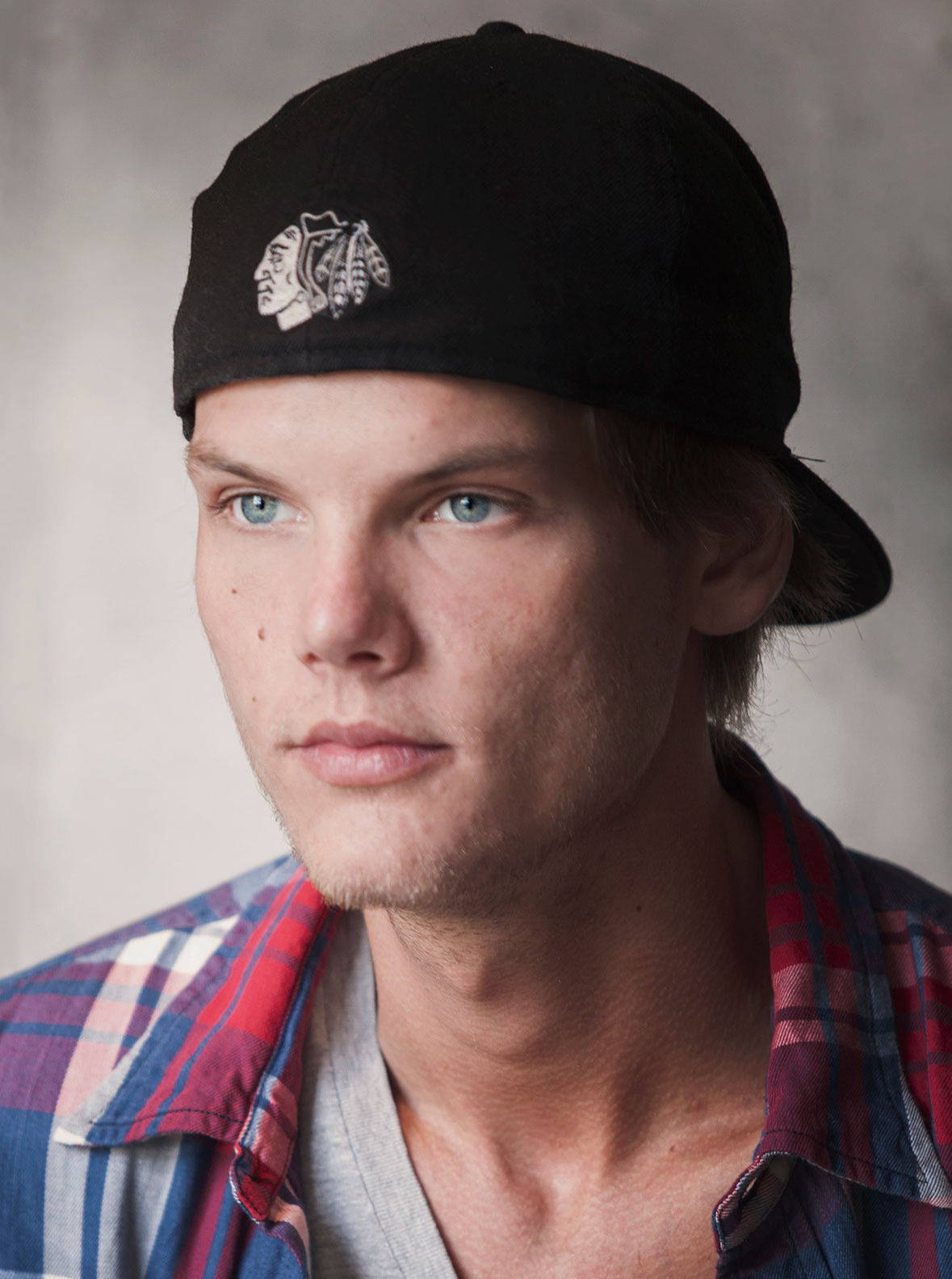
Avicii co-escreveu canções para o Rebel Heart com Madonna.

| ‡                                             | Indica músicas escritas exclusivamente por Madonna |
| †                                             | Indica canções regravadas por Madonna              |
| Indica músicas com vocais de fundo de Madonna | Indica músicas com vocais de fundo de Madonna      |

| Canção                                                                                             | Compositor(es) | Álbum                                                    | Ano  | Ref.   |
| -------------------------------------------------------------------------------------------------- | --- | -------------------------------------------------------- | ---- | ------ |
| "4 Minutes" com participação de Justin Timberlake e Timbaland                                      | Madonna Timothy Mosley Justin Timberlake Nate Hills                                                                         | Hard Candy                                               | 2008 | [ 8 ]  |
| "Act of Contrition"                                                                                | Madonna Patrick Leonard | Like a Prayer                                            | 1989 | [ 9 ]  |
| "The Actress Hasn't Learned the Lines (You'd Like to Hear)" † com Antonio Banderas                 | Tim Rice Andrew Lloyd Webber                                                                                                | Evita                                                    | 1996 | [ 10 ] |
| "Addicted"                                                                                         | Madonna Avicii Arash Pournouri Carl Falk Rami Yacoub Savan Kotecha                                                          | Rebel Heart                                              | 2015 | [ 11 ] |
| "Ain't No Big Deal"                                                                                | Stephen Bray | Lado B do single "True Blue"                             | 1986 | [ 12 ] |
| "Amazing"                                                                                          | Madonna William Orbit | Music                                                    | 2000 | [ 13 ] |
| "American Life"                                                                                    | Madonna Mirwais Ahmadzaï | American Life                                            | 2003 | [ 14 ] |
| "American Pie" †                                                                                   | Don McLean | The Next Best Thing                                      | 2000 | [ 15 ] |
| "Angel"                                                                                            | Madonna Stephen Bray | Like a Virgin                                            | 1984 | [ 16 ] |
| "Another Suitcase in Another Hall" †                                                               | Tim Rice Andrew Lloyd Webber                                                                                                | Evita                                                    | 1996 | [ 10 ] |
| "Auto-Tune Baby"                                                                                   | Madonna Diplo Mike Dean Kanye West Tommy Brown                                                                              | Rebel Heart                                              | 2015 | [ 11 ] |
| "B-Day Song" com participação de M.I.A.                                                            | Madonna Martin Solveig M.I.A.                                                                                               | MDNA                                                     | 2012 | [ 17 ] |
| "Back in Business"                                                                                 | Madonna Patrick Leonard | I'm Breathless                                           | 1990 | [ 18 ] |
| "Bad Girl"                                                                                         | Madonna Shep Pettibone Anthony Shimkin                                                                                      | Erotica                                                  | 1992 | [ 19 ] |
| "Be Careful (Cuidado con mi corazón)" com Ricky Martin                                             | Madonna William Orbit | Ricky Martin                                             | 1999 | [ 20 ] |
| "The Beast Within"                                                                                 | — | Lado B do maxi single "Justify My Love"                  | 1990 | [ 22 ] |
| "Beat Goes On" com participação de Kanye West                                                      | Madonna Pharrell Williams Kanye West                                                                                        | Hard Candy                                               | 2008 | [ 8 ]  |
| "Beautiful Killer"                                                                                 | Madonna Martin Solveig Michael Tordjman                                                                                     | MDNA                                                     | 2012 | [ 17 ] |
| "Beautiful Scars"                                                                                  | Madonna Rick Nowels DJ Dahi Michael Tucker                                                                                  | Rebel Heart                                              | 2015 | [ 11 ] |
| "Beautiful Stranger"                                                                               | Madonna William Orbit | Austin Powers: The Spy Who Shagged Me                    | 1999 | [ 23 ] |
| "Bedtime Story"                                                                                    | Nellee Hooper Björk Marius de Vries                                                                                         | Bedtime Stories                                          | 1994 | [ 24 ] |
| "Best Friend"                                                                                      | Madonna Alessandro "Alle" Benassi Marco "Benny" Benassi                                                                     | MDNA                                                     | 2012 | [ 17 ] |
| "Best Night"                                                                                       | Madonna Diplo MoZella Toby Gad Jimmy Napes Andrew Swanson                                                                   | Rebel Heart                                              | 2015 | [ 11 ] |
| "Bitch I'm Madonna" com participação de Nicki Minaj                                                | Madonna Diplo MoZella Toby Gad Ariel Rechtshaid Nicki Minaj Sophie                                                          | Rebel Heart                                              | 2015 | [ 11 ] |
| "Bittersweet"                                                                                      | Rumi Deepak Chopra | A Gift of Love: Music inspired by the Love Poems of Rumi | 1998 | [ 25 ] |
| "Body Shop"                                                                                        | Madonna MoZella Toby Gad Symbolic One DJ Dahi Michael Tucker                                                                | Rebel Heart                                              | 2015 | [ 11 ] |
| "Borderline"                                                                                       | Reggie Lucas | Madonna                                                  | 1983 | [ 26 ] |
| "Born to Be Alive" · Lançado por Patrick Hernandez                                                 | Patrick Hernandez | Born to Be Alive                                         | 1979 | [ 27 ] |
| "Borrowed Time"                                                                                    | Madonna Avicii Arash Pournouri Carl Falk Rami Yacoub Savan Kotecha DJ Dahi Michael Tucker                                   | Rebel Heart                                              | 2015 | [ 11 ] |
| "Broken"                                                                                           | Madonna Paul Oakenfold Ian Green Ciaran Gribbin                                                                             | —                                                        | 2010 | [ 28 ] |
| "Buenos Aires" †                                                                                   | Tim Rice Andrew Lloyd Webber                                                                                                | Evita                                                    | 1996 | [ 10 ] |
| "Burning Up"                                                                                       | Madonna ‡ | Madonna                                                  | 1983 | [ 26 ] |
| "Bye Bye Baby"                                                                                     | Madonna Shep Pettibone Anthony Shimkin                                                                                      | Erotica                                                  | 1992 | [ 19 ] |
| "Candy Perfume Girl"                                                                               | Madonna William Orbit Susannah Melvoin                                                                                      | Ray of Light                                             | 1998 | [ 29 ] |
| "Candy Shop"                                                                                       | Madonna Pharrell Williams                                                                                                   | Hard Candy                                               | 2008 | [ 8 ]  |
| "Can't Stop"                                                                                       | Madonna Stephen Bray | Who's That Girl                                          | 1987 | [ 30 ] |
| "Causing a Commotion"                                                                              | Madonna Stephen Bray | Who's That Girl                                          | 1987 | [ 30 ] |
| "Celebration"                                                                                      | Madonna Paul Oakenfold Ian Green Ciaran Gribbin                                                                             | Celebration                                              | 2009 | [ 31 ] |
| "Champagne Rosé" Quavo com participação de Madonna e Cardi B                                       | Quavo Madonna Cardi B Murda Beatz Rasool Diaz                                                                               | Quavo Huncho                                             | 2018 | [ 32 ] |
| "Charity Concert / The Art of the Possible" † com Jimmy Nail, Jonathan Pryce e Antonio Banderas    | Tim Rice Andrew Lloyd Webber                                                                                                | Evita                                                    | 1996 | [ 10 ] |
| "Cherish"                                                                                          | Madonna Patrick Leonard | Like a Prayer                                            | 1989 | [ 9 ]  |
| "Crazy for You"                                                                                    | John Bettis Jon Lind | Vision Quest                                             | 1985 | [ 33 ] |
| "Crimes of Passion"                                                                                | Madonna ‡ | Pre-Madonna                                              | 1997 | [ 12 ] |
| "Cry Baby"                                                                                         | Madonna Patrick Leonard | I'm Breathless                                           | 1990 | [ 18 ] |
| "Cyber-Raga"                                                                                       | Madonna Talvin Singh | Music                                                    | 2000 | [ 34 ] |
| "Dance 2Night"                                                                                     | Madonna Timothy Mosley Justin Timberlake Hannon Lane                                                                        | Hard Candy                                               | 2008 | [ 8 ]  |
| "Dear Jessie"                                                                                      | Madonna Patrick Leonard | Like a Prayer                                            | 1989 | [ 9 ]  |
| "Deeper and Deeper"                                                                                | Madonna Shep Pettibone Anthony Shimkin                                                                                      | Erotica                                                  | 1992 | [ 19 ] |
| "Devil Pray"                                                                                       | Madonna Avicii Arash Pournouri Carl Falk Rami Yacoub Savan Kotecha DJ Dahi Michael Tucker                                   | Rebel Heart                                              | 2015 | [ 11 ] |
| "Devil Wouldn't Recognise You"                                                                     | Madonna Timothy Mosley Justin Timberlake Nate Hills Joe Henry                                                               | Hard Candy                                               | 2008 | [ 8 ]  |
| "Did You Do It?" com Mark Goodman e Dave Murphy                                                    | Madonna Andre Betts | Erotica                                                  | 1992 | [ 19 ] |
| "Die Another Day"                                                                                  | Madonna Mirwais Ahmadzaï | Die Another Day                                          | 2002 | [ 35 ] |
| "Don't Cry for Me Argentina" †                                                                     | Tim Rice Andrew Lloyd Webber                                                                                                | Evita                                                    | 1996 | [ 10 ] |
| "Don't Stop"                                                                                       | Madonna Dallas Austin Colin Wolfe                                                                                           | Bedtime Stories                                          | 1994 | [ 24 ] |
| "Don't Tell Me"                                                                                    | Madonna Mirwais Ahmadzaï Joe Henry                                                                                          | Music                                                    | 2000 | [ 13 ] |
| "Don't You Know"                                                                                   | Madonna ‡ | Pre-Madonna                                              | 1997 | [ 12 ] |
| "Dress You Up"                                                                                     | Andrea LaRusso Peggy Stanziale                                                                                              | Like a Virgin                                            | 1984 | [ 16 ] |
| "Drowned World/Substitute for Love"                                                                | Madonna William Orbit Rod McKuen Anita Kerr David Collins                                                                   | Ray of Light                                             | 1998 | [ 29 ] |
| "Each Time You Break My Heart" · Lançada por Nick Kamen                                            | Madonna Shep Pettibone | Nick Kamen                                               | 1986 | [ 36 ] |
| "Easy Ride"                                                                                        | Madonna Monte Pittman | American Life                                            | 2003 | [ 14 ] |
| "Erotica"                                                                                          | Madonna Shep Pettibone Anthony Shimkin                                                                                      | Erotica                                                  | 1992 | [ 19 ] |
| "Eva and Magaldi / Eva Beware of the City" † com Jimmy Nail, Antonio Banderas e Julian Littman     | Tim Rice Andrew Lloyd Webber                                                                                                | Evita                                                    | 1996 | [ 10 ] |
| "Eva's Final Broadcast" †                                                                          | Tim Rice Andrew Lloyd Webber                                                                                                | Evita                                                    | 1996 | [ 10 ] |
| "Everybody"                                                                                        | Madonna ‡ | Madonna                                                  | 1983 | [ 26 ] |
| "Express Yourself"                                                                                 | Madonna Stephen Bray | Like a Prayer                                            | 1989 | [ 9 ]  |
| "Falling Free"                                                                                     | Madonna Laurie Mayer William Orbit Joe Henry                                                                                | MDNA                                                     | 2012 | [ 17 ] |
| "Fever" †                                                                                          | John Davenport Eddie Cooley                                                                                                 | Erotica                                                  | 1992 | [ 19 ] |
| "Fighting Spirit"                                                                                  | Madonna Mirwais Ahmadzaï | Confessions on a Dance Floor                             | 2005 | [ 39 ] |
| "Forbidden Love"                                                                                   | Madonna Babyface | Bedtime Stories                                          | 1994 | [ 24 ] |
| "Forbidden Love"                                                                                   | Madonna Stuart Price | Confessions on a Dance Floor                             | 2005 | [ 39 ] |
| "Freedom"                                                                                          | Madonna Dallas Austin | Carnival! The Rainforest Foundation                      | 1997 | [ 40 ] |
| "Frozen"                                                                                           | Madonna Patrick Leonard | Ray of Light                                             | 1998 | [ 29 ] |
| "Future Lovers"                                                                                    | Madonna Mirwais Ahmadzaï | Confessions on a Dance Floor                             | 2005 | [ 39 ] |
| "Gambler"                                                                                          | Madonna ‡ | Vision Quest                                             | 1985 | [ 33 ] |
| "Gang Bang"                                                                                        | Madonna William Orbit Priscilla Hamilton Keith Harris Jean-Baptiste Mika Don Juan Demacio "Demo" Casanova Stephen Kozmeniuk | MDNA                                                     | 2012 | [ 17 ] |
| "Get Together"                                                                                     | Madonna Anders Bagge Peer Åström Stuart Price                                                                               | Confessions on a Dance Floor                             | 2005 | [ 39 ] |
| "Get Over" · Lançada por Nick Scotti                                                               | Madonna Stephen Bray | Nick Scotti                                              | 1994 | [ 41 ] |
| "Ghosttown"                                                                                        | Madonna Jason Evigan Sean Douglas Evan Bogart                                                                               | Rebel Heart                                              | 2015 | [ 11 ] |
| "Girl Gone Wild"                                                                                   | Madonna Jenson Vaughan Alessandro "Alle" Benassi Marco "Benny" Benassi                                                      | MDNA                                                     | 2012 | [ 17 ] |
| "Give It 2 Me"                                                                                     | Madonna Pharrell Williams                                                                                                   | Hard Candy                                               | 2008 | [ 8 ]  |
| "Give Me All Your Luvin'" com participação de Nicki Minaj e M.I.A.                                 | Madonna Martin Solveig Nicki Minaj M.I.A. Michael Tordjman                                                                  | MDNA                                                     | 2012 | [ 17 ] |
| "Gone"                                                                                             | Madonna Damien LeGassick Nik Young                                                                                          | Music                                                    | 2000 | [ 13 ] |
| "Goodbye to Innocence"                                                                             | Madonna Shep Pettibone | Just Say Roe                                             | 1994 | [ 42 ] |
| "Goodnight and Thank You" † com Antonio Banderas                                                   | Tim Rice Andrew Lloyd Webber                                                                                                | Evita                                                    | 1996 | [ 10 ] |
| "Graffiti Heart"                                                                                   | Madonna MoZella Toby Gad Symbolyc One                                                                                       | Rebel Heart                                              | 2015 | [ 11 ] |
| "Guilty by Association" com Joe Henry                                                              | Vic Chesnutt | Sweet Relief II: Gravity of the Situation                | 1996 | [ 43 ] |
| "Hanky Panky"                                                                                      | Madonna Patrick Leonard | I'm Breathless                                           | 1990 | [ 18 ] |
| "Has to Be"                                                                                        | Madonna Patrick Leobard William Orbit                                                                                       | Ray of Light                                             | 1998 | [ 29 ] |
| "Heartbeat"                                                                                        | Madonna Pharrell Williams                                                                                                   | Hard Candy                                               | 2008 | [ 8 ]  |
| "HeartBreakCity"                                                                                   | Madonna Avicii Arash Pournouri Tobias Jimson Michel Flygare Paloma Stoecker Salem Al Fakir Magnus Lidehäll Vincent Pontare  | Rebel Heart                                              | 2015 | [ 11 ] |
| "He's a Man"                                                                                       | Madonna Patrick Leonard | I'm Breathless                                           | 1990 | [ 18 ] |
| "Hello and Goodbye" † com Andrea Corr e Jonathan Pryce                                             | Tim Rice Andrew Lloyd Webber                                                                                                | Evita                                                    | 1996 | [ 10 ] |
| "Hey You"                                                                                          | Madonna ‡ | —                                                        | 2007 | [ 45 ] |
| "High Flying, Adored" † com Antonio Banderas                                                       | Tim Rice Andrew Lloyd Webber                                                                                                | Evita                                                    | 1996 | [ 10 ] |
| "History"                                                                                          | Madonna Stuart Price | Lado B do single "Jump"                                  | 2005 | [ 46 ] |
| "Hold Tight"                                                                                       | Madonna Diplo MoZella Toby Gad MNEK                                                                                         | Rebel Heart                                              | 2015 | [ 11 ] |
| "Holiday"                                                                                          | Curtis Hudson Lisa Stevens                                                                                                  | Madonna                                                  | 1983 | [ 26 ] |
| "Hollywood"                                                                                        | Madonna Mirwais Ahmadzaï | American Life                                            | 2003 | [ 14 ] |
| "Holy Water"                                                                                       | Madonna Martin Kierszenbaum Natalia Kills Mike Dean Kanye West Tommy Brown                                                  | Rebel Heart                                              | 2015 | [ 11 ] |
| "How High"                                                                                         | Madonna Bloodshy & Avant Henrik Jonback                                                                                     | Confessions on a Dance Floor                             | 2005 | [ 39 ] |
| "Human Nature"                                                                                     | Madonna Dave Hall Shawn McKenzie Kevin McKenzie Michael Deering                                                             | Bedtime Stories                                          | 1994 | [ 24 ] |
| "Hung Up"                                                                                          | Madonna Stuart Price Benny Andersson Björn Ulvaeus                                                                          | Confessions on a Dance Floor                             | 2005 | [ 39 ] |
| "I Deserve It"                                                                                     | Madonna Mirwais Ahmadzaï | Music                                                    | 2000 | [ 13 ] |
| "I Don't Give A" com participação de Nicki Minaj                                                   | Madonna Martin Solveig Nicki Minaj Julian Jabre                                                                             | MDNA                                                     | 2012 | [ 17 ] |
| "I Fucked Up"                                                                                      | Madonna Martin Solveig Julien Jabre                                                                                         | MDNA                                                     | 2012 | [ 17 ] |
| "I Know It"                                                                                        | Madonna ‡ | Madonna                                                  | 1983 | [ 26 ] |
| "I Love New York"                                                                                  | Madonna Stuart Price | Confessions on a Dance Floor                             | 2005 | [ 39 ] |
| "I Want You" † com Massive Attack                                                                  | Leon Ware T-Boy Ross | Something to Remember                                    | 1995 | [ 47 ] |
| "I'd Be Surprisingly Good for You" † com Jonathan Pryce                                            | Tim Rice Andrew Lloyd Webber                                                                                                | Evita                                                    | 1996 | [ 10 ] |
| "I'd Rather Be Your Lover" com participação de Meshell Ndegeocello                                 | Madonna Dave Hall The Isley Brothers Chris Jasper                                                                           | Bedtime Stories                                          | 1994 | [ 24 ] |
| "I'll Remember"                                                                                    | Madonna Patrick Leonard Richard Page                                                                                        | With Honors                                              | 1994 | [ 48 ] |
| "I'm a Sinner"                                                                                     | Madonna William Orbit Jean-Baptiste                                                                                         | MDNA                                                     | 2012 | [ 17 ] |
| "I'm Addicted"                                                                                     | Madonna Alessandro "Alle" Benassi Marco "Benny" Benassi                                                                     | MDNA                                                     | 2012 | [ 17 ] |
| "I'm Going Bananas"                                                                                | Michael Kernan Andy Paley                                                                                                   | I'm Breathless                                           | 1990 | [ 18 ] |
| "I'm So Stupid"                                                                                    | Madonna Mirwais Ahmadzaï | American Life                                            | 2003 | [ 14 ] |
| "Iconic" com participação de Chance the Rapper e Mike Tyson                                        | Madonna MoZella Toby Gad Symbolic One Chance the Rapper DJ Dahi Michael Tucker                                              | Rebel Heart                                              | 2015 | [ 11 ] |
| "If You Forget Me"                                                                                 | Pablo Neruda | Il postino                                               | 1995 | [ 49 ] |
| "Illuminati"                                                                                       | Madonna MoZella Toby Gad Symbolic One Mike Dean Kanye West Tommy Brown                                                      | Rebel Heart                                              | 2015 | [ 11 ] |
| "Imagine" †                                                                                        | John Lennon | I'm Going to Tell You a Secret                           | 2006 | [ 50 ] |
| "Impressive Instant"                                                                               | Madonna Mirwais Ahmadzaï | Music                                                    | 2000 | [ 13 ] |
| "In This Life"                                                                                     | Madonna Shep Pettibone | Erotica                                                  | 1992 | [ 19 ] |
| "Incredible"                                                                                       | Madonna Pharrell Williams                                                                                                   | Hard Candy                                               | 2008 | [ 8 ]  |
| "Inside of Me"                                                                                     | Madonna Babyface | Bedtime Stories                                          | 1994 | [ 24 ] |
| "Inside Out"                                                                                       | Madonna Jason Evigan Sean Douglas Evan Bogart Mike Dean                                                                     | Rebel Heart                                              | 2015 | [ 11 ] |
| "Intervention"                                                                                     | Madonna Mirwais Ahmadzaï | American Life                                            | 2003 | [ 14 ] |
| "Into the Groove"                                                                                  | Madonna Stephen Bray | Like a Virgin                                            | 1985 | [ 16 ] |
| "Into the Hollywood Groove" com participação de Missy Elliott                                      | Madonna Mirwais Ahmadzaï Stephen Bray                                                                                       | Remixed & Revisited                                      | 2004 | [ 51 ] |
| "Isaac"                                                                                            | Madonna Stuart Price | Confessions on a Dance Floor                             | 2005 | [ 39 ] |
| "It's So Cool"                                                                                     | Madonna Mirwais Ahmadzaï Monte Pittman                                                                                      | Celebration                                              | 2009 | [ 31 ] |
| "Jimmy Jimmy"                                                                                      | Madonna Stephen Bray | True Blue                                                | 1986 | [ 52 ] |
| "Joan of Arc"                                                                                      | Madonna MoZella Toby Gad Symbolic One                                                                                       | Rebel Heart                                              | 2015 | [ 11 ] |
| "Jump"                                                                                             | Madonna Joe Henry Stuart Price                                                                                              | Confessions on a Dance Floor                             | 2005 | [ 39 ] |
| "Just a Dream" · Lançada por Donna De Lory                                                         | Madonna Patrick Leonard | Donna De Lory                                            | 1992 | [ 53 ] |
| "Justify My Love"                                                                                  | Madonna Lenny Kravitz Ingrid Chavez                                                                                         | The Immaculate Collection                                | 1990 | [ 54 ] |
| "Keep It Together"                                                                                 | Madonna Stephen Bray | Like a Prayer                                            | 1989 | [ 9 ]  |
| "La isla bonita"                                                                                   | Madonna Patrick Leonard Bruce Gaitsch                                                                                       | True Blue                                                | 1986 | [ 52 ] |
| "La Vie en rose" †                                                                                 | Édith Piaf Louiguy | Rebel Heart Tour                                         | 2017 | [ 55 ] |
| "Lament" † com Antonio Banderas                                                                    | Tim Rice Andrew Lloyd Webber                                                                                                | Evita                                                    | 1996 | [ 10 ] |
| "Laugh to Keep from Crying"                                                                        | Madonna ‡ | Pre-Madonna                                              | 1997 | [ 12 ] |
| "Let Down Your Guard"                                                                              | Madonna Dallas Austin | Lado B do single "Secret"                                | 1994 | [ 56 ] |
| "Let It Will Be"                                                                                   | Madonna Mirwais Ahmadzaï Stuart Price                                                                                       | Confessions on a Dance Floor                             | 2005 | [ 39 ] |
| "Like a Prayer"                                                                                    | Madonna Patrick Leonard | Like a Prayer                                            | 1989 | [ 9 ]  |
| "Like a Virgin"                                                                                    | Tom Kelly Billy Steinberg                                                                                                   | Like a Virgin                                            | 1984 | [ 16 ] |
| "Like It or Not"                                                                                   | Madonna Bloodshy & Avant Henrik Jonback                                                                                     | Confessions on a Dance Floor                             | 2005 | [ 39 ] |
| "Little Star"                                                                                      | Madonna Rick Nowels | Ray of Light                                             | 1998 | [ 29 ] |
| "Live to Tell"                                                                                     | Madonna Patrick Leonard | True Blue                                                | 1986 | [ 52 ] |
| "Living for Love"                                                                                  | Madonna Diplo MoZella Toby Gad Ariel Rechtshaid                                                                             | Rebel Heart                                              | 2015 | [ 11 ] |
| "Lo que siente la mujer" (em inglês: "What It Feels Like for a Girl")                              | Madonna Guy Sigsworth David Torn Alberto Ferraras (Tradução para o espanhol)                                                | Music                                                    | 2000 | [ 57 ] |
| "The Look of Love"                                                                                 | Madonna Patrick Leonard | Who's That Girl                                          | 1987 | [ 30 ] |
| "Love Don't Live Here Anymore" †                                                                   | Miles Gregory | Like a Virgin                                            | 1984 | [ 16 ] |
| "Love Don't Live Here Anymore" versão remixada †                                                   | Miles Gregory | Something to Remember                                    | 1995 | [ 47 ] |
| "Love Makes the World Go Round"                                                                    | Madonna Patrick Leonard | True Blue                                                | 1986 | [ 52 ] |
| "Love Profusion"                                                                                   | Madonna Mirwais Ahmadzaï | American Life                                            | 2003 | [ 14 ] |
| "Love Song" com participação de Prince                                                             | Madonna Prince Rogers Nelson                                                                                                | Like a Prayer                                            | 1989 | [ 9 ]  |
| "Love Spent"                                                                                       | Madonna William Orbit Jean-Baptiste Priscilla Hamilton Alain Whyte Ryan Buendia Michael McHenry                             | MDNA                                                     | 2012 | [ 17 ] |
| "Love Spent" Acoustic version re-recorded                                                          | Madonna William Orbit Jean-Baptiste Priscilla Hamilton Alain Whyte Ryan Buendia Michael McHenry                             | MDNA                                                     | 2012 | [ 17 ] |
| "Love Tried to Welcome Me"                                                                         | Madonna Dave Hall | Bedtime Stories                                          | 1994 | [ 24 ] |
| "Lucky Star"                                                                                       | Madonna ‡ | Madonna                                                  | 1983 | [ 26 ] |
| "Masterpiece"                                                                                      | Madonna Julie Frost Jimmy Harry                                                                                             | MDNA                                                     | 2012 | [ 17 ] |
| "Material Girl"                                                                                    | Peter Brown Robert Rans | Like a Virgin                                            | 1984 | [ 16 ] |
| "Me Against the Music" Britney Spears com participação de Madonna                                  | Britney Spears Madonna Christopher "Tricky" Stewart Thabiso "Tab" Nkhereanye Penelope Magnet Terius Nash Gary O'Brien       | In the Zone                                              | 2003 | [ 59 ] |
| "Mer Girl"                                                                                         | Madonna William Orbit | Ray of Light                                             | 1998 | [ 29 ] |
| "Messiah"                                                                                          | Madonna Avicii Arash Pournouri Salem Al Fakir Magnus Lidehäll Vincent Pontare                                               | Rebel Heart                                              | 2015 | [ 11 ] |
| "Miles Away"                                                                                       | Madonna Timothy Mosley Justin Timberlake Nate Hills                                                                         | Hard Candy                                               | 2008 | [ 8 ]  |
| "More"                                                                                             | Madonna Patrick Leonard | I'm Breathless                                           | 1990 | [ 18 ] |
| "Mother and Father"                                                                                | Madonna Mirwais Ahmadzaï | American Life                                            | 2003 | [ 14 ] |
| "Music"                                                                                            | Madonna Mirwais Ahmadzaï | Music                                                    | 2000 | [ 13 ] |
| "A New Argentina" † com Jonathan Pryce e Antonio Banderas                                          | Tim Rice Andrew Lloyd Webber                                                                                                | Evita                                                    | 1996 | [ 10 ] |
| "Nobody Knows Me"                                                                                  | Madonna Mirwais Ahmadzaï | American Life                                            | 2003 | [ 14 ] |
| "Nobody's Perfect"                                                                                 | Madonna Mirwais Ahmadzaï | Music                                                    | 2000 | [ 13 ] |
| "Nothing Fails"                                                                                    | Madonna Guy Sigsworth Jem Griffiths                                                                                         | American Life                                            | 2003 | [ 14 ] |
| "Nothing Really Matters"                                                                           | Madonna Patrick Leonard | Ray of Light                                             | 1998 | [ 29 ] |
| "Now I'm Following You" (Part I) dueto com Warren Beatty                                           | A. Paley Jeff Lass Ned Claflin Jonathan Paley                                                                               | I'm Breathless                                           | 1990 | [ 18 ] |
| "Now I'm Following You" (Part II) dueto com Warren Beatty                                          | A. Paley Jeff Lass Ned Claflin Jonathan Paley                                                                               | I'm Breathless                                           | 1990 | [ 18 ] |
| "Oh Father"                                                                                        | Madonna Patrick Leonard | Like a Prayer                                            | 1989 | [ 9 ]  |
| "Oh What a Circus" † com Antonio Banderas                                                          | Tim Rice Andrew Lloyd Webber                                                                                                | Evita                                                    | 1996 | [ 10 ] |
| "On the Balcony of the Casa Rosada (Part 2)" †                                                     | Tim Rice Andrew Lloyd Webber                                                                                                | Evita                                                    | 1996 | [ 10 ] |
| "One More Chance"                                                                                  | Madonna David Foster | Something to Remember                                    | 1995 | [ 47 ] |
| "Open Your Heart"                                                                                  | Madonna Gardner Cole Peter Rafelson                                                                                         | True Blue                                                | 1986 | [ 52 ] |
| "Over and Over"                                                                                    | Madonna Stephen Bray | Like a Virgin                                            | 1984 | [ 16 ] |
| "Papa Don't Preach"                                                                                | Madonna Brian Elliot | True Blue                                                | 1986 | [ 52 ] |
| "Paradise (Not for Me)"                                                                            | Madonna Mirwais Ahmadzaï | Music                                                    | 2000 | [ 13 ] |
| "Partido Feminista" †                                                                              | Tim Rice Andrew Lloyd Webber                                                                                                | Evita                                                    | 1996 | [ 10 ] |
| "Peron's Latest Flame" † com Antonio Banderas                                                      | Tim Rice Andrew Lloyd Webber                                                                                                | Evita                                                    | 1996 | [ 10 ] |
| "Physical Attraction"                                                                              | Reggie Lucas | Madonna                                                  | 1983 | [ 26 ] |
| "The Power of Good-Bye"                                                                            | Madonna Rick Nowels | Ray of Light                                             | 1998 | [ 29 ] |
| "Pretender"                                                                                        | Madonna Stephen Bray | Like a Virgin                                            | 1984 | [ 61 ] |
| "Promise to Try"                                                                                   | Madonna Patrick Leonard | Like a Prayer                                            | 1989 | [ 9 ]  |
| "Promises, Promises" · Lançada por Naked Eyes                                                      | Pete Byrne Rob Fisher | Burning Bridges                                          | 1983 | [ 62 ] |
| "Push"                                                                                             | Madonna Stuart Price | Confessions on a Dance Floor                             | 2005 | [ 39 ] |
| "Rain"                                                                                             | Madonna Shep Pettibone | Erotica                                                  | 1992 | [ 19 ] |
| "Rainbow High" †                                                                                   | Tim Rice Andrew Lloyd Webberr                                                                                               | Evita                                                    | 1996 | [ 10 ] |
| "Rainbow Tour" † com Antonio Banderas, Gary Brooker, Peter Polycarpou, Jonathan Pryce e John Gower | Tim Rice Andrew Lloyd Webberr                                                                                               | Evita                                                    | 1996 | [ 10 ] |
| "Ray of Light"                                                                                     | Madonna William Orbit Clive Muldoon Dave Curtiss Christine Leach                                                            | Ray of Light                                             | 1998 | [ 29 ] |
| "Rebel Heart"                                                                                      | Madonna Avicii Arash Pournouri Salem Al Fakir Magnus Lidehäll Vincent Pontare                                               | Rebel Heart                                              | 2015 | [ 11 ] |
| "Rescue Me"                                                                                        | Madonna Shep Pettibone | The Immaculate Collection                                | 1990 | [ 54 ] |
| "Revolver" com participação de Lil Wayne                                                           | Madonna Dwayne Carter Justin Franks The Jackie Boyz                                                                         | Celebration                                              | 2009 | [ 31 ] |
| "Ring My Bell"                                                                                     | Madonna Pharrell Williams                                                                                                   | Hard Candy                                               | 2008 | [ 8 ]  |
| "Runaway Lover"                                                                                    | Madonna William Orbit | Music                                                    | 2000 | [ 13 ] |
| "S.E.X."                                                                                           | Madonna MoZella Toby Gad Symbolic One Mike Dean Kanye West Tommy Brown                                                      | Rebel Heart                                              | 2015 | [ 11 ] |
| "Sanctuary"                                                                                        | Madonna Dallas Austin Anne Preven Scott Cutler Herbie Hancock                                                               | Bedtime Stories                                          | 1994 | [ 24 ] |
| "Santa Baby" †                                                                                     | Joan Javits Philip Springer Tony Springer                                                                                   | A Very Special Christmas                                 | 1987 | [ 63 ] |
| "Secret"                                                                                           | Madonna Dallas Austin | Bedtime Stories                                          | 1994 | [ 24 ] |
| "Secret Garden"                                                                                    | Madonna Andre Betts | Erotica                                                  | 1992 | [ 19 ] |
| "Shanti/Ashtangi"                                                                                  | Madonna William Orbit | Ray of Light                                             | 1998 | [ 29 ] |
| "She's Not Me"                                                                                     | Madonna Pharrell Williams                                                                                                   | Hard Candy                                               | 2008 | [ 8 ]  |
| "Shoo-Bee-Doo"                                                                                     | Madonna ‡ | Like a Virgin                                            | 1984 | [ 16 ] |
| "Sidewalk Talk" · Lançada por John Benitez                                                         | Madonna ‡ | Wotupski!?!                                              | 1984 | [ 64 ] |
| "Sing" Annie Lennox com participação de vários artistas                                            | Annie Lennox | Songs of Mass Destruction                                | 2007 | [ 65 ] |
| "Skin"                                                                                             | Madonna Patrick Leonard | Ray of Light                                             | 1998 | [ 29 ] |
| "Sky Fits Heaven"                                                                                  | Madonna Patrick Leonard | Ray of Light                                             | 1998 | [ 29 ] |
| "Some Girls"                                                                                       | Madonna William Orbit Klas Åhlund                                                                                           | MDNA                                                     | 2012 | [ 17 ] |
| "Something to Remember"                                                                            | Madonna Patrick Leonard | I'm Breathless                                           | 1990 | [ 18 ] |
| "Sooner or Later"                                                                                  | Stephen Sondheim | I'm Breathless                                           | 1990 | [ 18 ] |
| "Sorry"                                                                                            | Madonna Stuart Price | Confessions on a Dance Floor                             | 2005 | [ 39 ] |
| "Spanish Eyes"                                                                                     | Madonna Patrick Leonard | Like a Prayer                                            | 1989 | [ 9 ]  |
| "Spanish Lesson"                                                                                   | Madonna Pharrell Williams                                                                                                   | Hard Candy                                               | 2008 | [ 8 ]  |
| "Spotlight"                                                                                        | Madonna Stephen Bray Curtis Hudson                                                                                          | You Can Dance                                            | 1987 | [ 68 ] |
| "Stay"                                                                                             | Madonna Stephen Bray | Like a Virgin                                            | 1984 | [ 16 ] |
| "Supernatural"                                                                                     | Madonna Patrick Leonard | Lado B do single "Cherish"                               | 1989 | [ 69 ] |
| "Superstar"                                                                                        | Madonna Hardy "Indiigo" Muanza Michael Malih                                                                                | MDNA                                                     | 2012 | [ 17 ] |
| "Super Pop"                                                                                        | Madonna Mirwais Ahmadzaï | Confessions on a Dance Floor                             | 2005 | [ 39 ] |
| "Survival"                                                                                         | Madonna Dallas Austin | Bedtime Stories                                          | 1994 | [ 24 ] |
| "Swim"                                                                                             | Madonna William Orbit | Ray of Light                                             | 1998 | [ 29 ] |
| "Take a Bow"                                                                                       | Madonna Babyface | Bedtime Stories                                          | 1994 | [ 24 ] |
| "Tell Me" · Lançada por Nick Kamen                                                                 | David Williams Nick Kamen Patrick Leonard                                                                                   | Us                                                       | 1988 | [ 70 ] |
| "Thief of Hearts"                                                                                  | Madonna Shep Pettibone Anthony Shimkin                                                                                      | Erotica                                                  | 1992 | [ 19 ] |
| "Think of Me"                                                                                      | Madonna ‡ | Madonna                                                  | 1983 | [ 26 ] |
| "This Used to Be My Playground"                                                                    | Madonna Shep Pettibone | —                                                        | 1992 | [ 19 ] |
| "Till Death Do Us Part"                                                                            | Madonna Patrick Leonard | Like a Prayer                                            | 1989 | [ 9 ]  |
| "Time Stood Still"                                                                                 | Madonna William Orbit | The Next Best Thing                                      | 2000 | [ 15 ] |
| "To Have and Not to Hold"                                                                          | Madonna Rick Nowels | Ray of Light                                             | 1998 | [ 29 ] |
| "True Blue"                                                                                        | Madonna Stephen Bray | True Blue                                                | 1986 | [ 52 ] |
| "Turn Up the Radio"                                                                                | Madonna Martin Solveig Michael Tordjman Jade Williams                                                                       | MDNA                                                     | 2012 | [ 17 ] |
| "Unapologetic Bitch"                                                                               | Madonna Diplo Shelco Garcia Bryan Orellana MoZella Toby Gad                                                                 | Rebel Heart                                              | 2015 | [ 11 ] |
| "Up Down Suite"                                                                                    | Madonna Shep Pettibone | Lado B do single "Rain"                                  | 1993 | [ 19 ] |
| "Veni Vidi Vici" com participação de Nas                                                           | Madonna Diplo MoZella Toby Gad Ariel Rechtshaid Nas                                                                         | Rebel Heart                                              | 2015 | [ 11 ] |
| "Verás" (em inglês: "You'll See")                                                                  | Madonna David Foster Paz Martinez (tradução para o espanhol)                                                                | Something to Remember                                    | 1995 | [ 47 ] |
| "Voices"                                                                                           | Madonna Timothy Mosley Justin Timberlake Nate Hills Joe Henry                                                               | Hard Candy                                               | 2008 | [ 8 ]  |
| "Vogue"                                                                                            | Madonna Shep Pettibone | I'm Breathless                                           | 1990 | [ 18 ] |
| "Waiting"                                                                                          | Madonna Andre Betts | Erotica                                                  | 1992 | [ 19 ] |
| "Waltz for Eva and Che" † com Antonio Banderas                                                     | Tim Rice Andrew Lloyd Webber                                                                                                | Evita                                                    | 1996 | [ 10 ] |
| "Wash All Over Me"                                                                                 | Madonna Avicii Arash Pournouri Salem Al Fakir Magnus Lidehäll Vincent Pontare Mike Dean Kanye West Tommy Brown              | Rebel Heart                                              | 2015 | [ 11 ] |
| "What Can You Lose" dueto com Mandy Patinkin                                                       | Stephen Sondheim | I'm Breathless                                           | 1990 | [ 18 ] |
| "What It Feels Like for a Girl"                                                                    | Madonna Guy Sigsworth David Torn                                                                                            | Music                                                    | 2000 | [ 13 ] |
| "Where Life Begins"                                                                                | Madonna Andre Betts | Erotica                                                  | 1992 | [ 19 ] |
| "Where's the Party?"                                                                               | Madonna Patrick Leonard Stephen Bray                                                                                        | True Blue                                                | 1986 | [ 52 ] |
| "White Heat"                                                                                       | Madonna Patrick Leonard | True Blue                                                | 1986 | [ 52 ] |
| "Who's That Girl"                                                                                  | Madonna Patrick Leonard | Who's That Girl                                          | 1987 | [ 30 ] |
| "Why's It So Hard"                                                                                 | Madonna Shep Pettibone Anthony Shimkin                                                                                      | Erotica                                                  | 1992 | [ 19 ] |
| "Words"                                                                                            | Madonna Shep Pettibone Anthony Shimkin                                                                                      | Erotica                                                  | 1992 | [ 19 ] |
| "X-Static Process"                                                                                 | Madonna Stuart Price | American Life                                            | 2003 | [ 14 ] |
| "You Must Love Me"                                                                                 | Tim Rice Andrew Lloyd Webber                                                                                                | Evita                                                    | 1996 | [ 10 ] |
| "You'll See"                                                                                       | Madonna David Foster | Something to Remember                                    | 1995 | [ 47 ] |
| "Your Honesty"                                                                                     | Madonna Dallas Austin | Remixed & Revisited                                      | 2004 | [ 51 ] |
| "Your Little Body's Slowly Breaking Down" † com Jonathan Pryce                                     | Tim Rice Andrew Lloyd Webber                                                                                                | Evita                                                    | 1996 | [ 10 ] |